# Ánfora

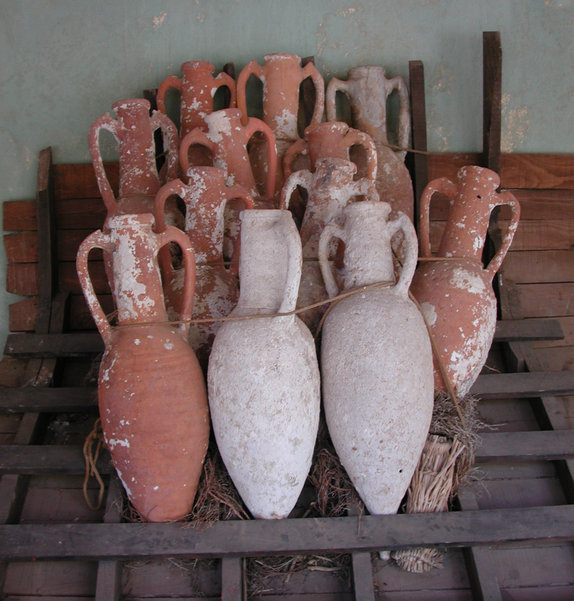
Ánforas del castillo de Bodrum, Turquía.

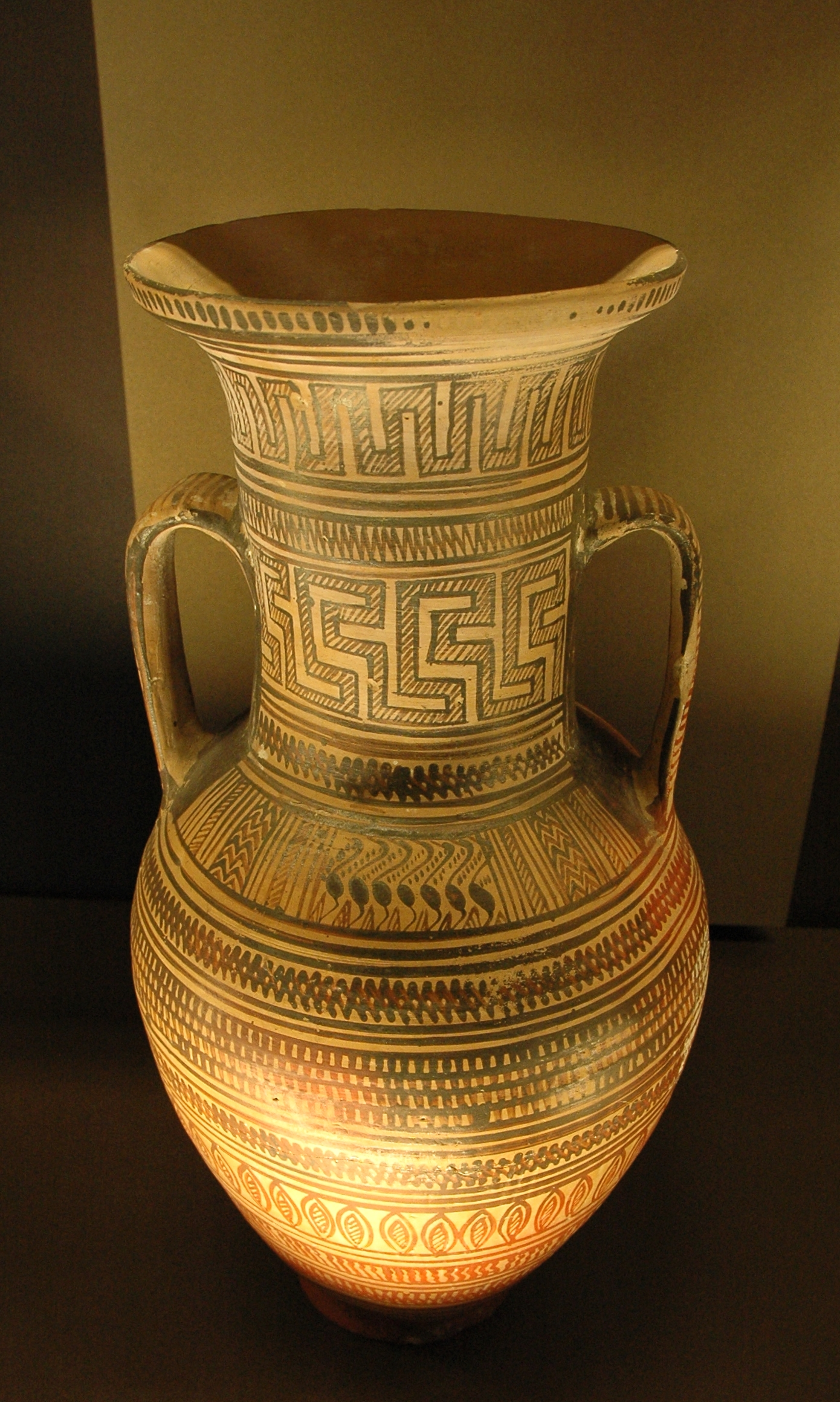
Ánfora ática geométrica, c. 725 a. C.– 700 a. C..

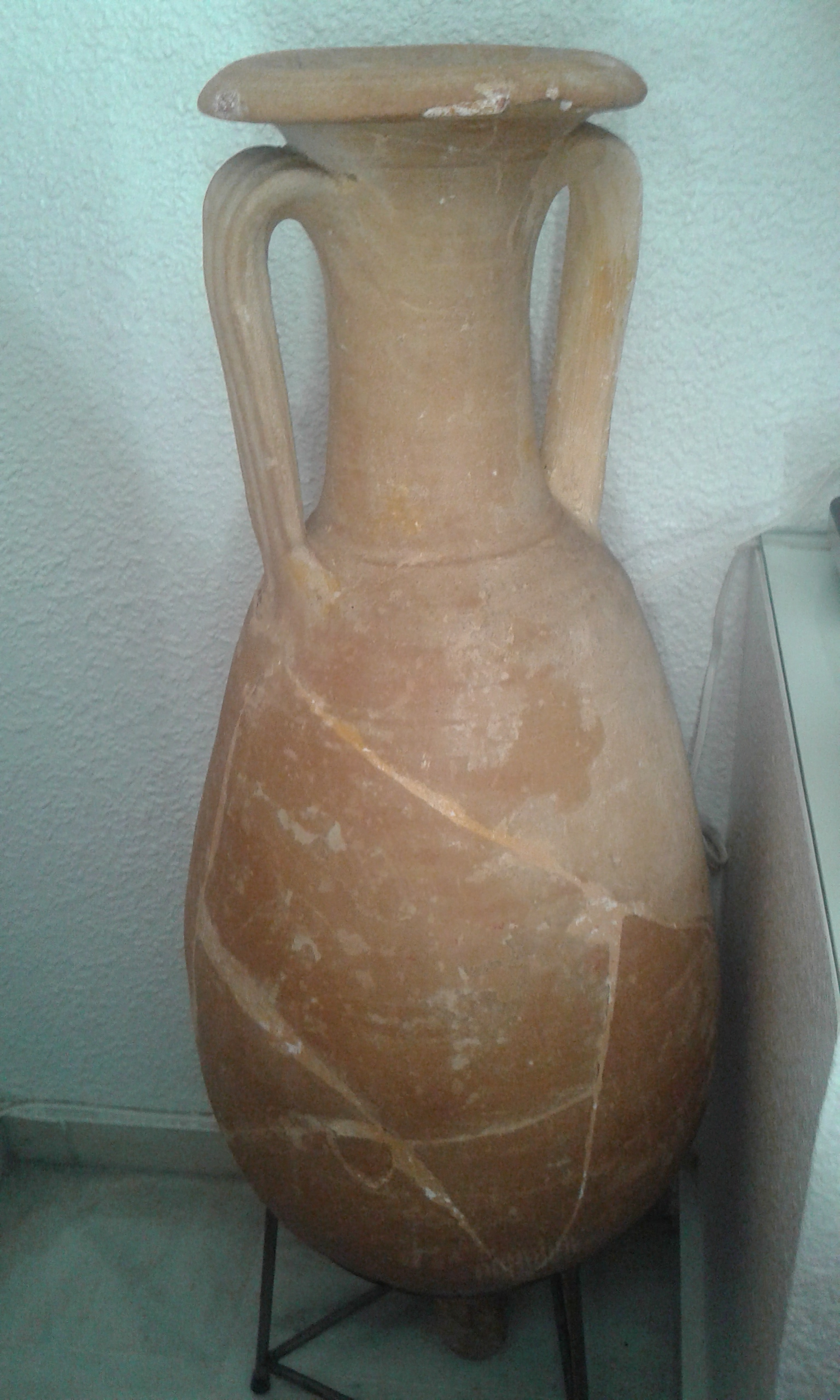
Un ánfora romana.

Un ánfora (en griego antiguo: ἀμφορεύς, amforeus ‘portar por ambos lados’; en latín: amphora) es un recipiente cerámico de gran tamaño con forma globular o ahusada, con dos asas y un largo cuello estrecho utilizado en la antigüedad para transporte y almacenamiento. Se conoce como vaso, especialmente en la cerámica griega. Las más grandes eran transportadas por dos personas.
El nombre ánfora proviene de la palabra ἀμφιφορεύς, ‘portátil por ambos lados’. < ἀμφί, ’alrededor’ + φορέω, ’llevar’.
Hay una gran variación en la forma y el tamaño de las ánforas. Los principales tipos de nivel superior son el ánfora de cuello, el ánfora panzuda, el ánfora de transporte y el ánfora de asas. Además, se han identificado numerosos subtipos de ánforas, especialmente de ánforas de cuello y panzudas.

## Historia
Los primeros ejemplos del tipo de ánfora derivan de formas cananeas  provenientes del Oriente Próximo, de Líbano y del litoral sirio del siglo XV a. C. Fueron empleadas primero por los pueblos egeos de Creta y los minoicos, en la ciudad cretense de Cnosos. Los griegos probablemente adoptaron la forma del ánfora de Egipto. Las ánforas de cuello se conocían ya en el período protoático geométrico, mientras que las ánforas panzudas se desarrollaron en el siglo VII a. C. Los romanos adquirieron la forma del ánfora de la Magna Grecia alrededor del siglo IV a. C.
Las ánforas se utilizaban principalmente para el transporte y almacenamiento de sustancias líquidas, como principal medio de almacenamiento de la uva, el vino, las aceitunas, el aceite de oliva, los cereales, el pescado   y otros productos básicos, también salsas de pescado, tipo garo, y también frutos secos, como las almendras e higos. Se utilizaban especialmente en el comercio marítimo.  Las ánforas también se usaban como urnas funerarias. Además, servían como premios en las fiestas Panateneas celebradas en Atenas (ánforas panatenaicas), cuando se llenaban con aceite de oliva. Dada su fabricación y materia prima baratas, se hacían en grandes cantidades
La fabricación de ánforas se detuvo alrededor de la época de la conquista árabe en el siglo VI a. C., después de lo cual las ánforas fueron reemplazadas por barriles de madera y recipientes de cuero.
En el dominio de la arqueología, la anforología es una especialidad muy desarrollada. La existencia de un gran número de tipos de ánforas, su evolución de larga duración y una vasta zona de uso en la Antigüedad, constituye un elemento importante de datación.
Los primeros tipos griegos presentaban un perfil curvo continuo. Las ánforas más modernas y las romanas presentan claramente diferenciada la parte alta (cuello y boca) del resto del cuerpo.
Aunque son mayoritariamente de cerámica, se han encontrado ánforas de metal y de otros materiales.
También, anteriores a las ánforas griegas, se encuentran las de origen minoico y cretomicénico, propias de la cultura egea que, si bien en un inicio serían imitación pura de las ánforas egipcias, adquirirían gran originalidad con el tiempo. Hechas principalmente de bronce, las ánforas y vasijas egeas, representaban, sobre todo, motivos marinos: peces, pulpos, algas, caracoles y estrellas de mar.

### Antigua Roma
Las ánforas romanas eran recipientes de terracota hechos con torno de alfarero. Durante el proceso de producción, primero se fabricaba el cuerpo y luego se dejaba secar parcialmente. Luego se añadían rollos de arcilla para formar el cuello, el borde y las asas.
Se conocía la edad del vino por las inscripciones que se ponían sobre las ánforas, que expresaban el año del consulado en que se había depositado, la cantidad y la especie de vino que había lo que dio origen a la expresión de meliore, nota para indicar un vino más precioso y delicado.
Las ánforas tuvieron también otros usos menos decentes, sobre los que impuso Vespasiano un tributo. No hace mucho tiempo que en Nápoles se acostumbraba enterrar una especie de ánforas llenas de vino el día en que nacía un niño, las que no se descubrían hasta la época en que contraía matrimonio.
El primer tipo de ánfora romana, Dressel 1, aparece en Italia central a finales del siglo II a. C. Este tipo tenía paredes gruesas y un característico revestimiento rojo. Era muy pesado, aunque también resistente. Hacia mediados del siglo I a. C. comienza a generalizarse el uso de la llamada Dressel 2-4. Este tipo de ánfora presentaba algunas ventajas al ser más ligera y con paredes más delgadas. Se ha calculado que mientras que en un barco cabían aproximadamente 4500 Dressel 1, era posible acomodar 6000 Dressel 2-4 en el mismo espacio. Los Dressel 2-4 se fabricaban a menudo en los mismos talleres utilizados para la producción de Dressel 1, que rápidamente dejaron de utilizarse.
Al mismo tiempo, en Cumas (sur de Italia), comienza la producción del tipocadii cumani (Dressel 21-22). Estos recipientes se utilizaban principalmente para el transporte de fruta y se usaron hasta la época mesoimperial. Simultáneamente, en el centro de Italia, se producían las llamadas ánforas "Spello", pequeños recipientes, para el transporte de vino. En la costa adriática, los tipos más antiguos fueron reemplazados por el tipo Lamboglia 2, un ánfora para vino producida comúnmente entre finales del II y el I a. C. Este tipo evoluciona posteriormente hacia el Dressel 6A, que se vuelve dominante durante la época augustea.
En las provincias galas, los primeros ejemplos de ánforas romanas fueron imitaciones locales de tipos preexistentes, como Dressel 1, Dressel 2-4, Pascual 1 y Haltern 70. La producción gala más típica comienza en los talleres de cerámica de Marsella a finales de la época augustea. El tipo Oberaden 74 se produjo de tal manera que influyó en la producción de algunos tipos itálicos.

## Pesos y medidas
Las ánforas variaban mucho en altura. Las más altas llegaban a medir hasta 1,5 m mientras que otras tenían menos de 30 centímetros. A las más pequeñas se las llamaba anforisco (literalmente "pequeñas ánforas"). La mayoría tenían unos 45 centímetros de altura.
Hubo un alto grado de estandarización en algunas variantes, como en las ánforas de vino, que tenía una capacidad de unos 39 litros, dando lugar a la ánfora cuadrantal como unidad de medida en el Imperio romano. Además, el término también es sinónimo de una unidad romana de capacidad.
El volumen medio contenido en una ánfora romana fue un pie cúbico, aproximadamente 26,20 litros. Es importante, pues el peso de lo contenido en un ánfora rellena de agua, daba lugar al talento, como la medida de peso y también como unidad monetaria. En unidades de medida volumétricas griegas, un ánfora de líquido equivalía a una metreta  aproximadamente 39 litros. en Roma, con 32,3 kg o litros de agua; en el Antiguo Egipto para llenar el ánfora media se necesitaban 27 kg o litros de agua, y en Babilonia 30,3 kg o litros de agua.

## Forma y tipos
Un ánfora es un recipiente con dos asas y un cuello estrecho. El ánfora era lo suficientemente grande como para contener una gran cantidad de líquido o sólido, pero aun así, manejable por una sola persona.
Las dimensiones de las ánforas variaban según el contenido y la época histórica. En general, las ánforas de vino eran más esbeltas y de boca estrecha, mientras que las de aceite eran más redondeadas. Los materiales utilizados eran principalmente arcillas locales, cocidas en hornos de doble cámara.
Los tipos de ánfora más comunes eran: el ánfora de cuello, cuyo cuello está claramente separado del cuerpo del vaso; el ánfora panzuda, cuyo perfil es uniforme desde el labio hasta el pie; y el ánfora de transporte, cuyo cuerpo es considerablemente más estrecho que las mencionadas anteriormente. También existe el ánfora de asa. Un ánfora pequeña se conocía como anforisco. Algunas formas de ánfora también pueden considerarse tipos de vaso lutróforo y pélice.
Las ánforas tenían diversas formas locales, posiblemente para facilitar su identificación. En el comercio, solían llevar sellos con diversas marcas, esgrafiados e inscripciones, que indicaban el fabricante, el contenido y el volumen. Algunas llevaban la ciudad de producción y el nombre de un funcionario como fecha. Para uso ceremonial y festivo, las ánforas eran más elegantes y a menudo también estaban decoradas con pinturas. En total, se han identificado alrededor de 66 tipos distintos de ánforas.

### Ánfora de cuello
Un ánfora de cuello se reconoce por su cuello, claramente diferenciado del cuerpo del vaso. Su forma ya se conoce en vasos del periodo geométrico y la protoático. Las formas de las ánforas de cuello varían más que las de las ánforas panzudas. Entre los tipos de ánforas de cuello de la  cerámica ática de figuras negras se incluyen las «ánforas tirrenas» y las «ánforas nicosténicas», ambas fabricadas para el mercado etrusco. En una fase posterior, alrededor del 500 a. C., las ánforas de cuello aún se decoraban con figuras negras, aunque a menudo eran más pequeñas. Algunas tenían asas dobles. La cerámica ática de figuras rojas presentaba varios tipos de ánforas, una de las cuales eran las llamadas «ánforas de Nola», de cuello alto.

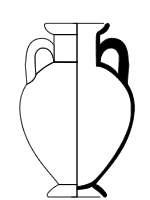
La forma de un ánfora de cuello, por fuera y por dentro.
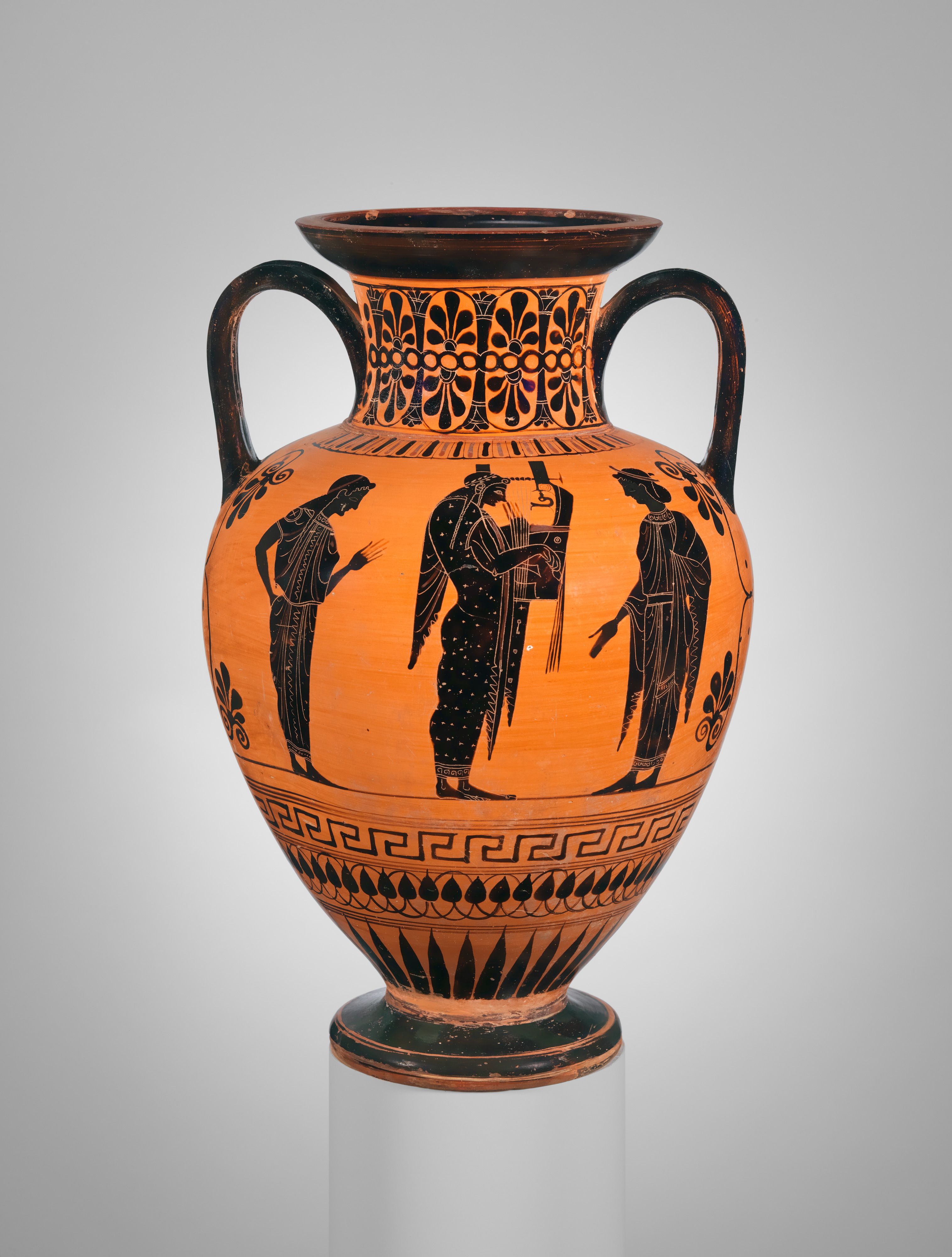
Ánfora de cuello, c. 520–510 a. C.
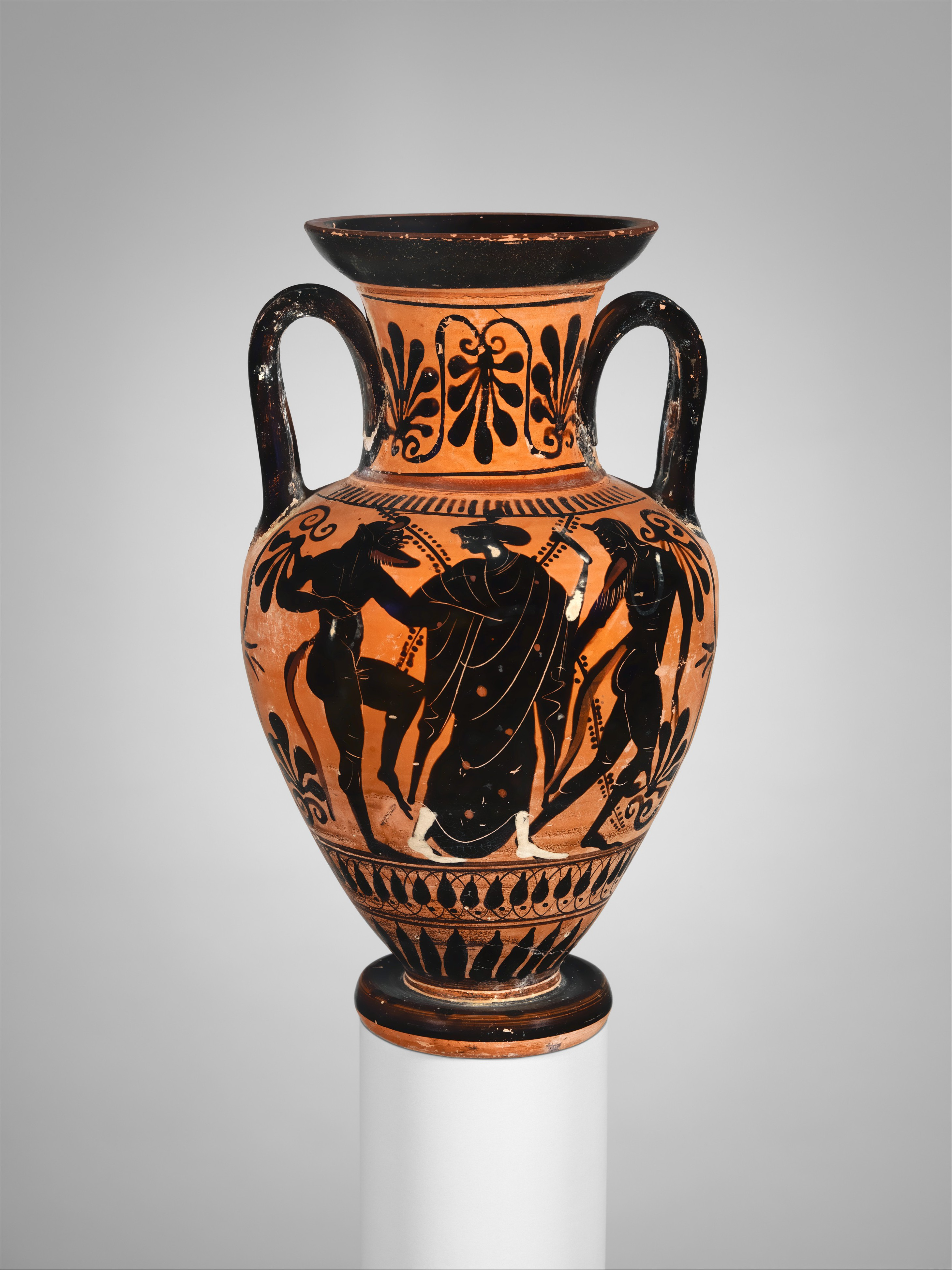
Ánfora de cuello, c. 500 a. C.
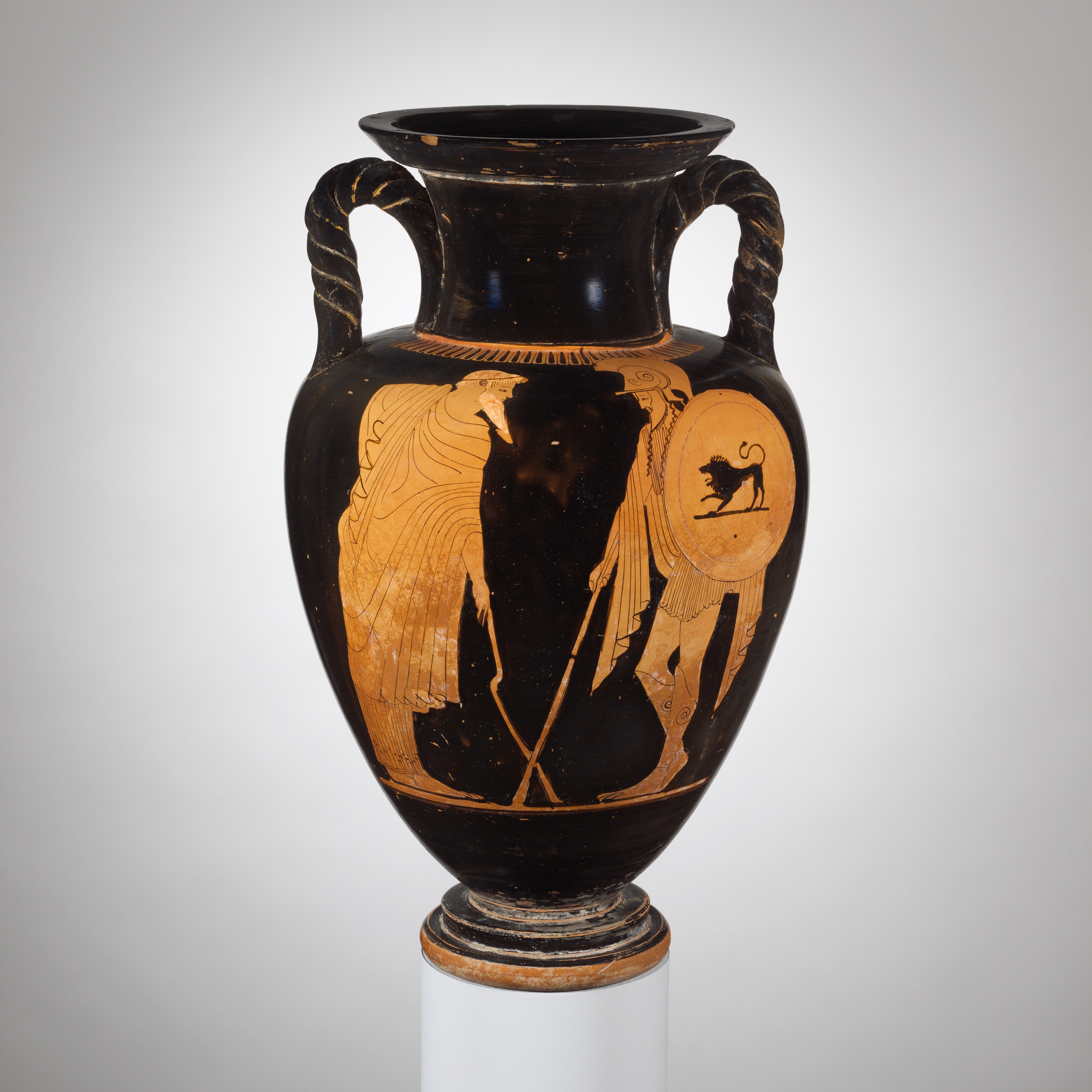
Ánfora de cuello, c. 500 a. C.

#### Ánfora de cuello protoática
El ánfora protoática se desarrolló a partir de ánforas del periodo geométrico anterior, no más tarde del 710 a. C. aproximadamente. Presenta un cuello largo y asas verticales largas que se extienden desde el hombro del vaso hasta la parte superior del cuello. En la decoración pintada, el estilo orientalizante sustituyó gradualmente al geométrico. Motivos animales y de otro tipo se pintan en frisos que recorren el vaso.

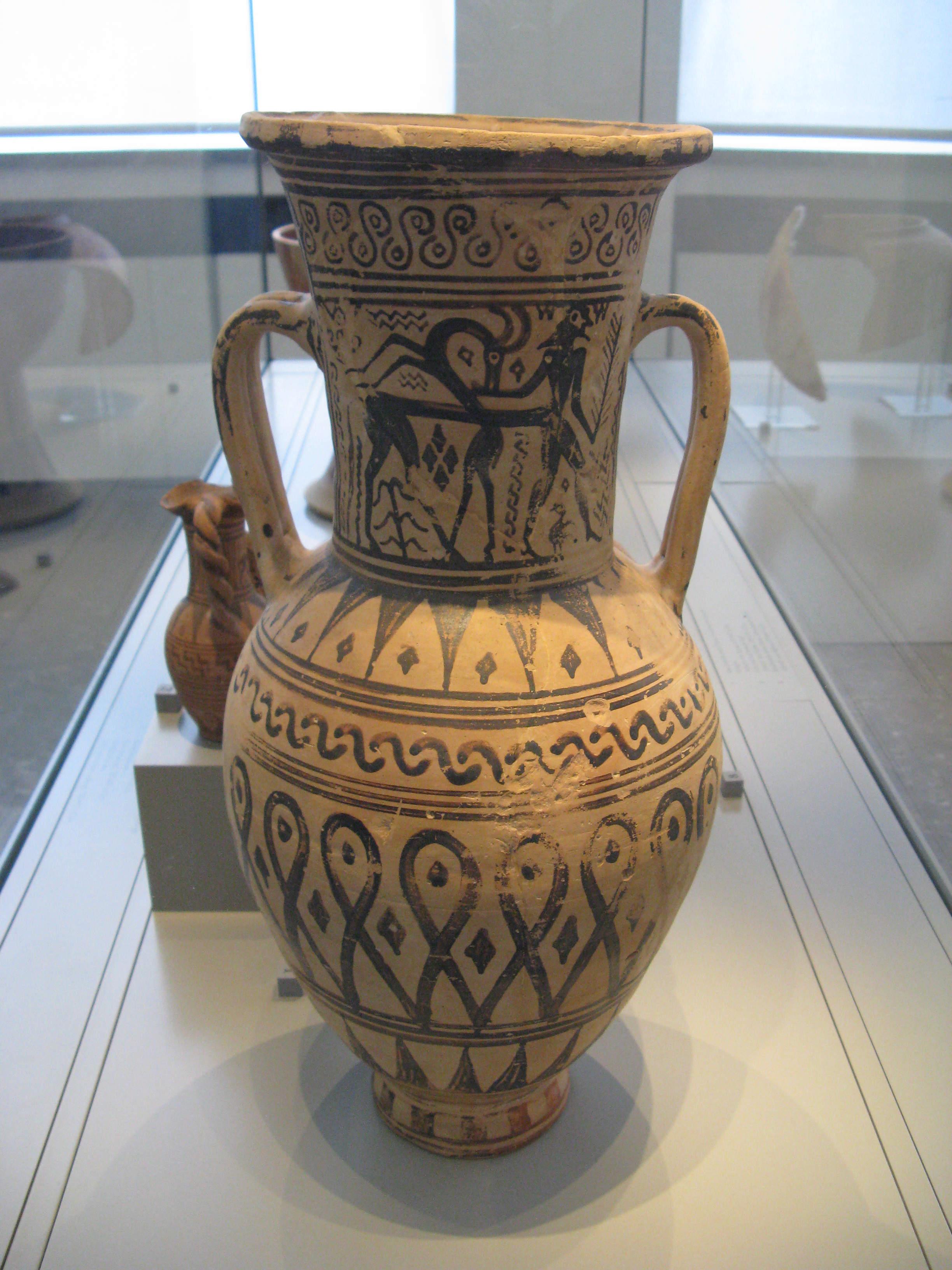
Ánfora protoática, c. 700–675 a. C.
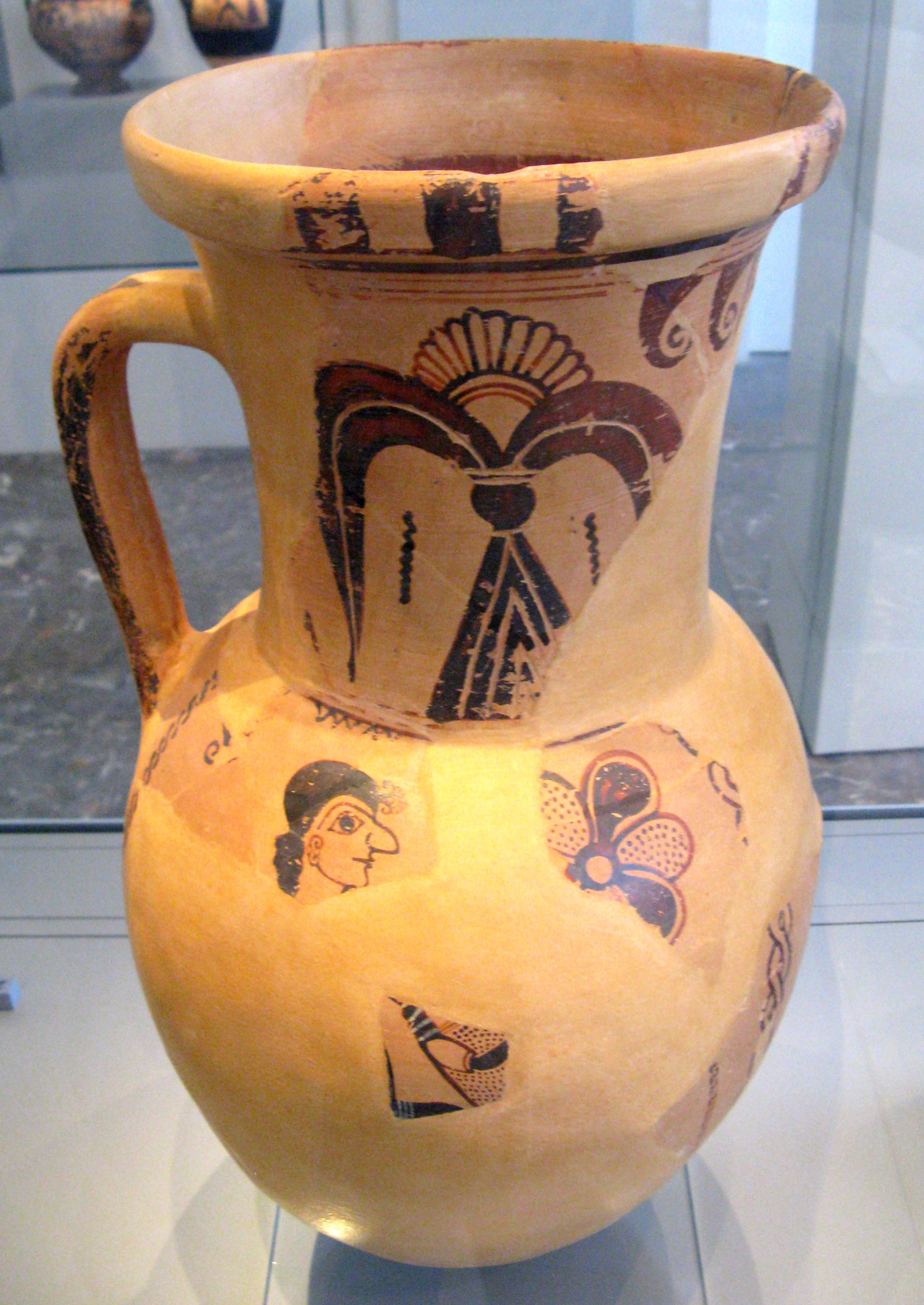
Ánfora protoática, ca. 660–650 a. C.
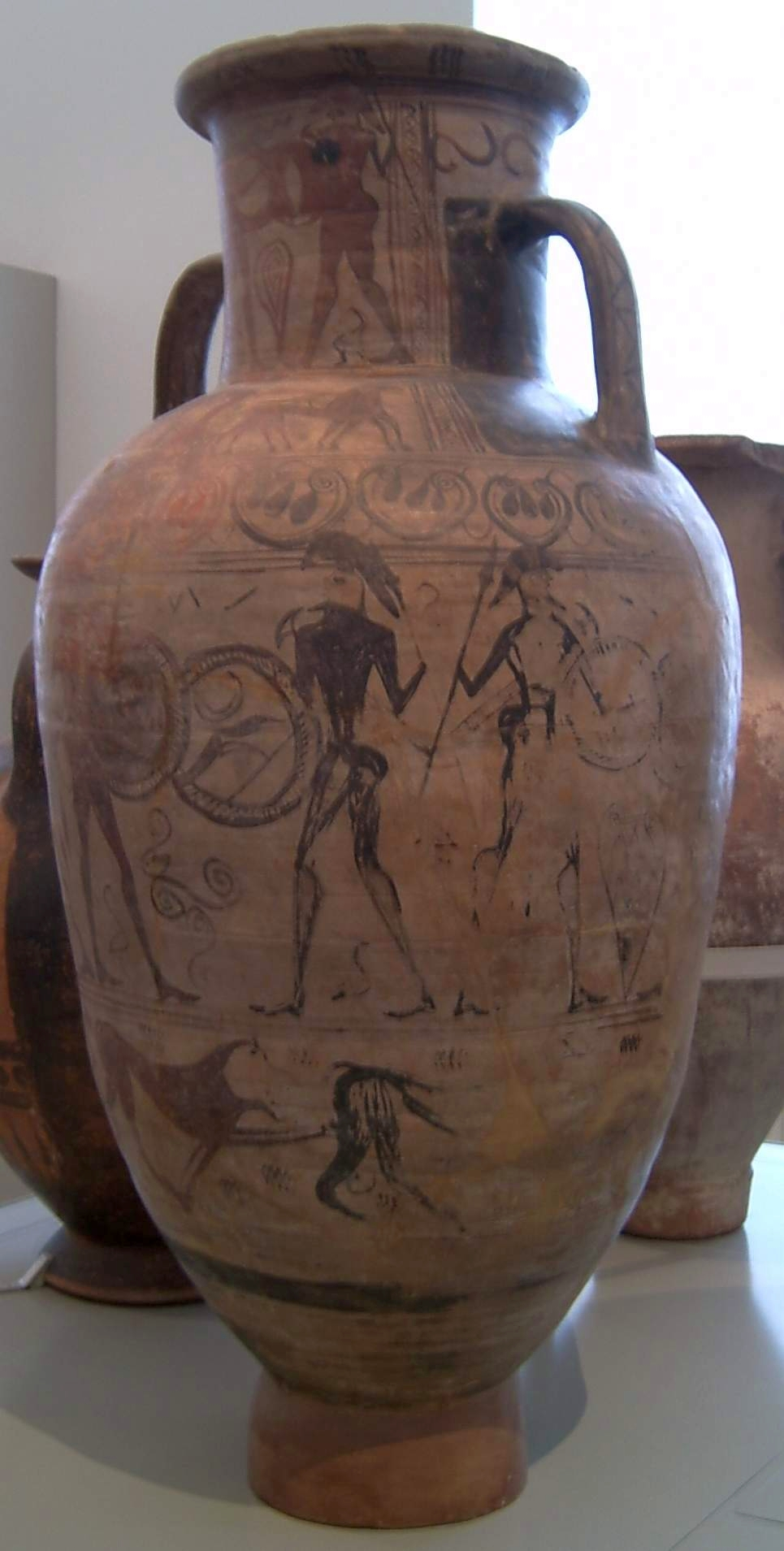
Ánfora protoática, ca. 600a. C.

### Ánfora tirrena
El ánfora tirrena tiene un cuerpo largo y ovalado, un cuello grueso, un collarín saliente en la unión del cuello y el cuerpo, y un pie en forma de equino invertido. Este tipo se fabricó alrededor del 575-550 a. C. y se basa en el prototipo corintio, aunque con una forma diferente. Recibe su nombre por su exportación al mercado etrusco o tirreno, donde la cerámica corintia era común.

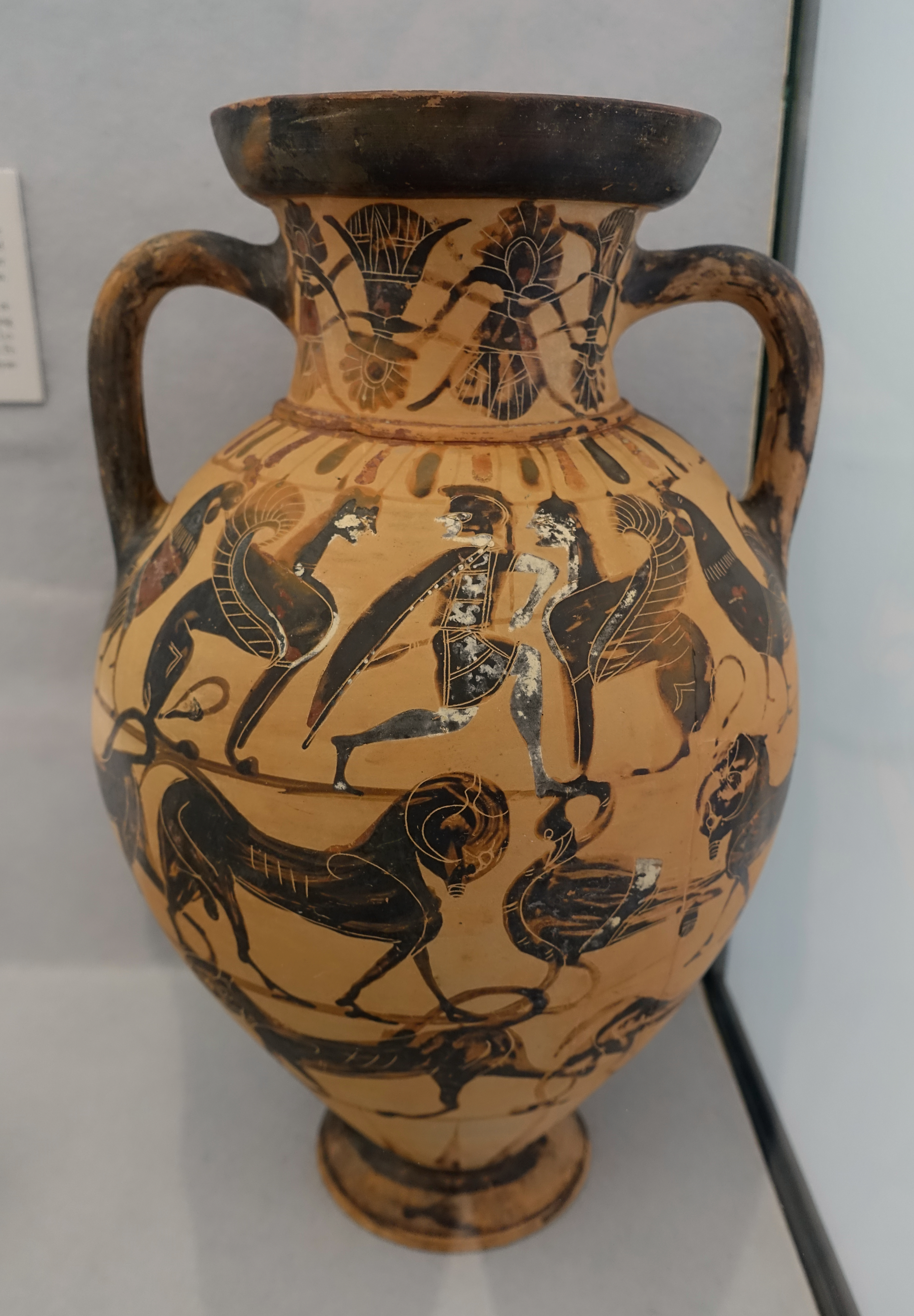
Ánfora tirrena, c. 570 a  C.
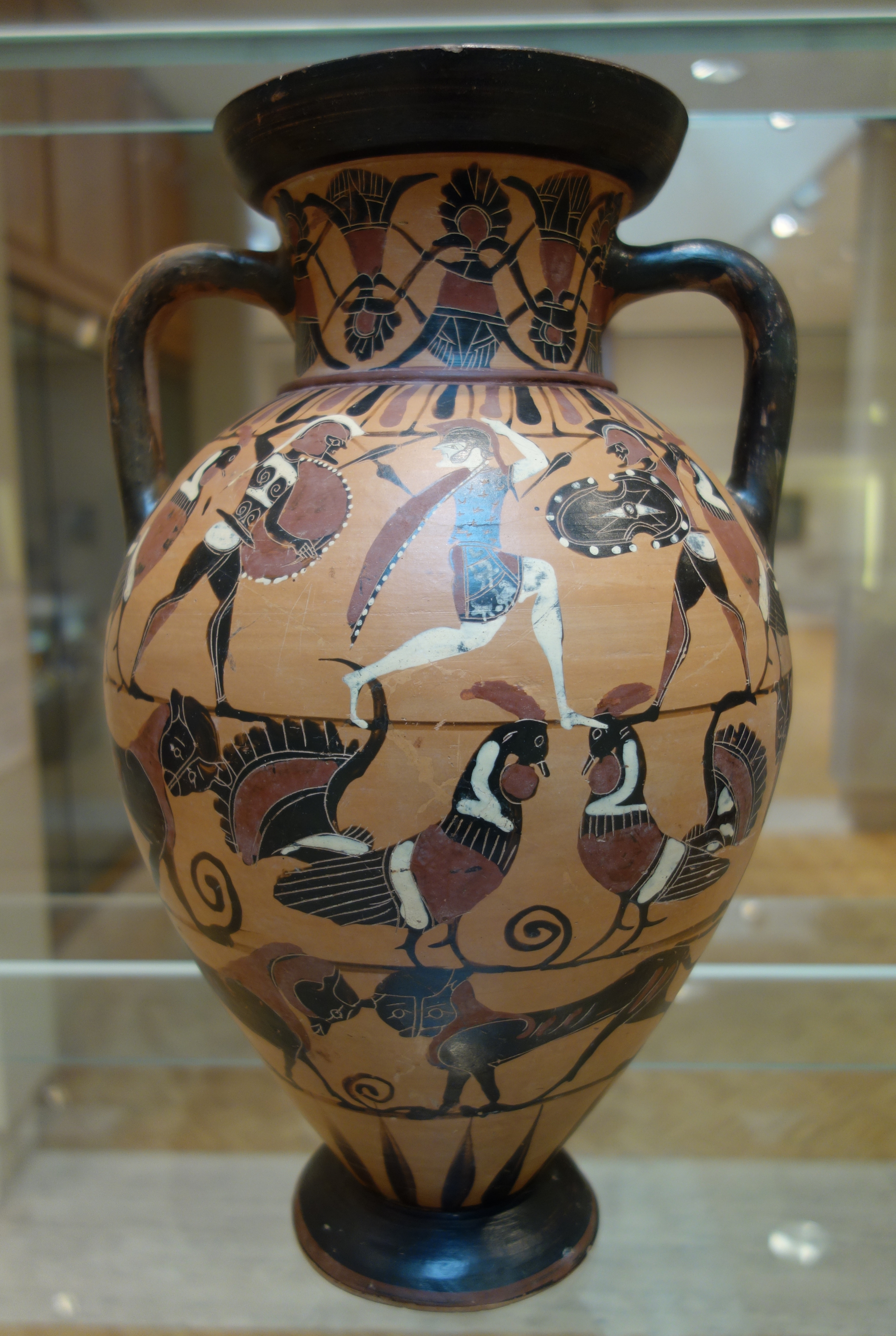
Ánfora tirrena, c. 565–550 a. C.
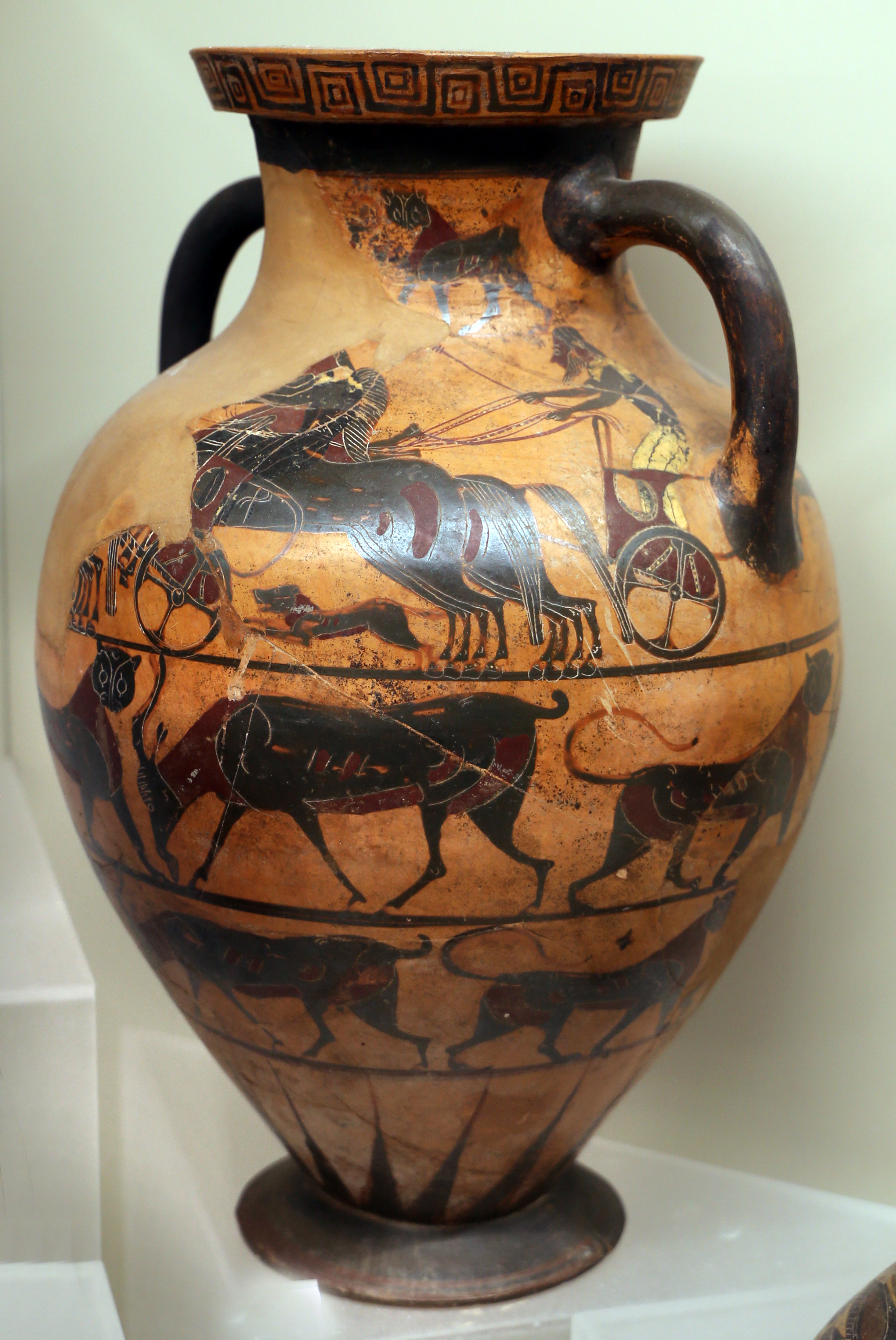
Ánfora tirrena, c. 560–550 a. C.

### Ánfora nicosténica
El ánfora nicosténica (también conocida como ánfora de Nicóstenes) toma su nombre del alfarero Nicóstenes (activo hacia 545-510 a. C.), que desarrolló el tipo. Presenta forma angulosa, asas planas que parten del borde y un cuello con un perfil generalmente cónico que alcanza casi la anchura máxima de la panza en la base, bordes finos y anchos y pie alto. La forma del ánfora nicosténica deriva de la del ánfora espiral, una tipología vascular frecuente en los entierros villanovenses y orientalizantes.

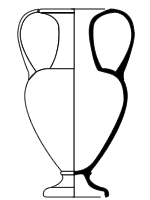
Forma del ánfora nicosténica por fuera y por dentro.
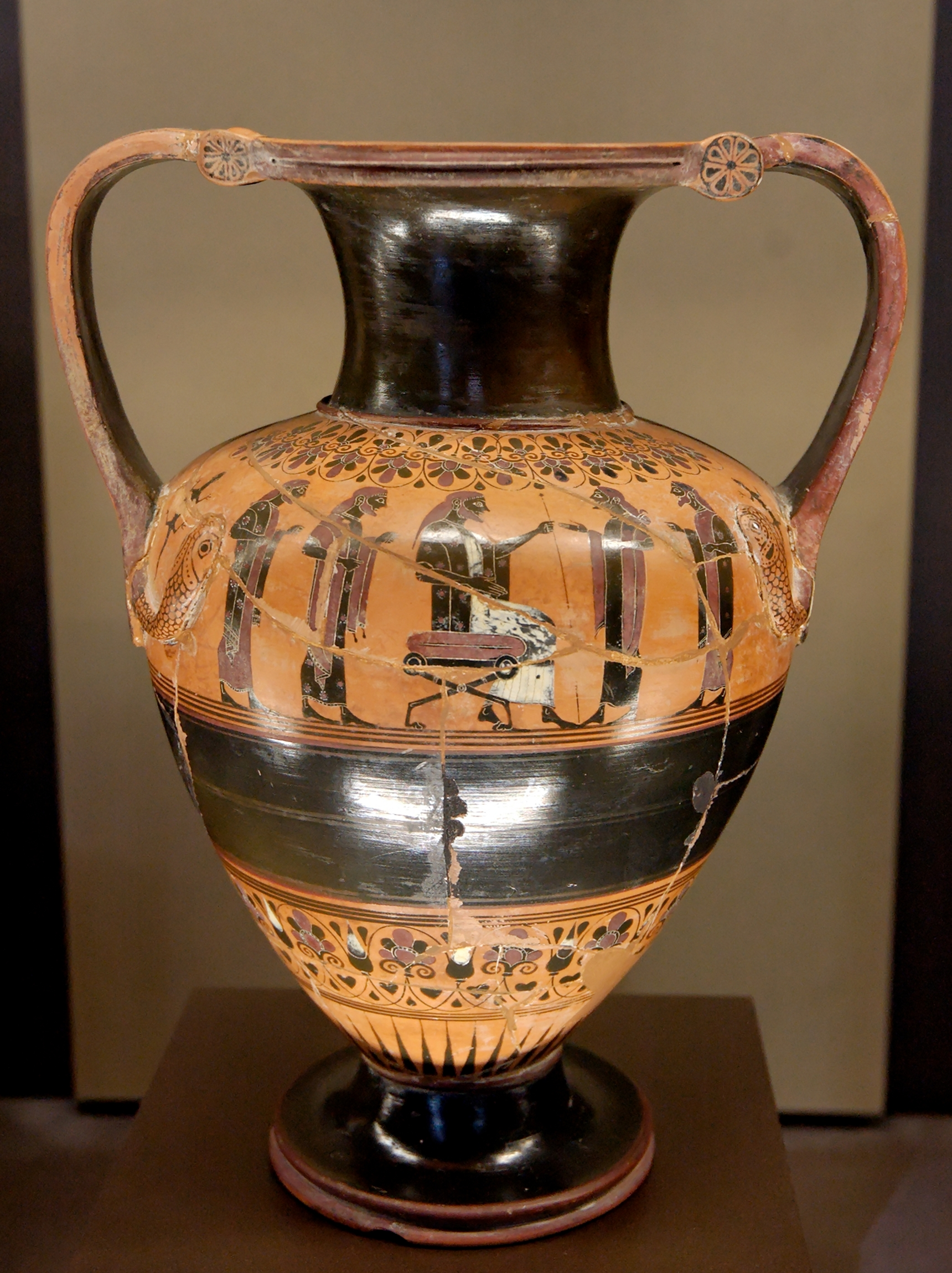
Ánfora nicosténica, c. 530 a. C.
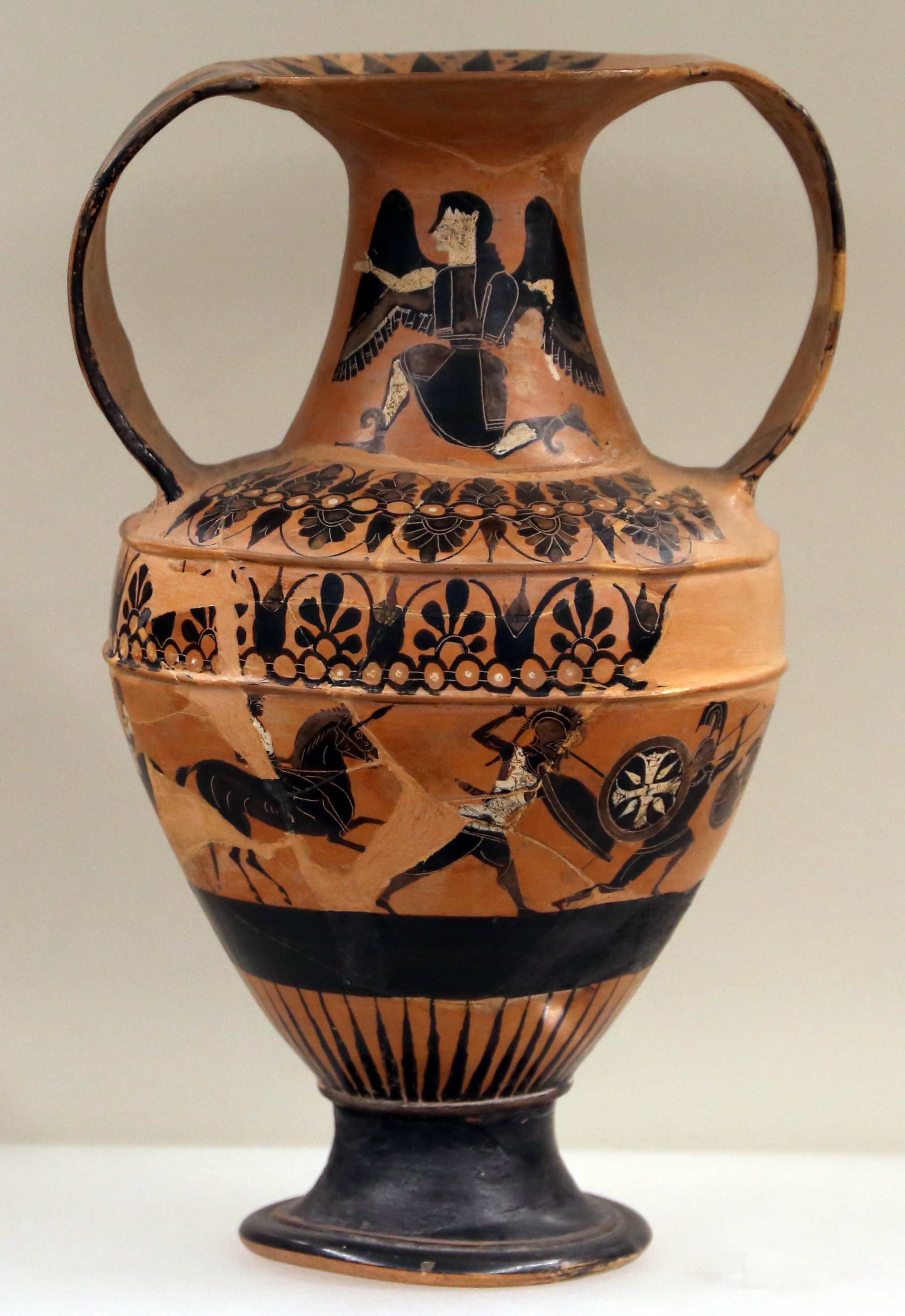
Ánfora nicosténica, c. 520–510 a. C.
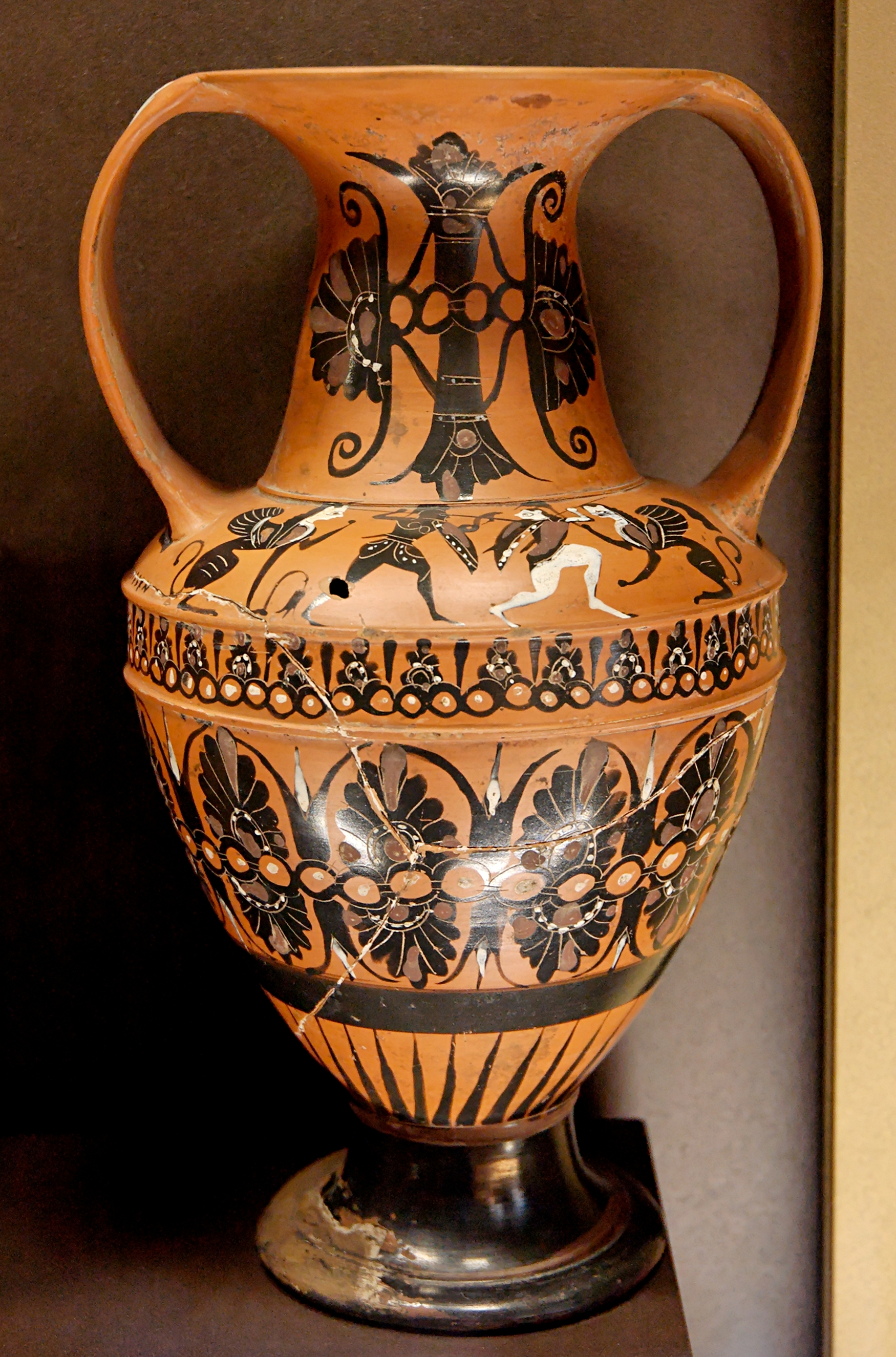
nicosténica, c. 520–510 a. C.

### Ánfora panatenaica
El ánfora panatenaica  es un tipo de ánfora de cuello. Se otorgaba como premio a los ganadores de los juegos del festival de las Panateneas en la Atenas y se llenaba con aceite de oliva ático. Su aspecto se asemejaba al de un ánfora de transporte. Los juegos se fundaron en la década del 560 a. C., y los primeros ejemplos de ánforas panatenaicas se conocen de la misma época. Se fabricaron ánforas al menos hasta finales del siglo IV a. C.
El ánfora panatenaica tiene la panza ovalada, un pie pequeño y un cuello estrecho. Las ánforas siempre están decoradas con motivos negros. En una cara se representa a Atenea Promacos, a quien se dedicaban los juegos, representada en actitud guerrera entre dos columnas. En la misma cara también se encuentra la inscripción en griego antiguo: των Ἀθήνηθεν ἄθλων, romanizado: tōn Athēnēthen athlōn, «De los juegos de Atenas», y en el siglo IV a. C., también una inscripción con el nombre del arconte epónimo. En la otra cara siempre hay una imagen que representa el deporte que condujo a la victoria.
También se conocen ánforas pseudo-panatenaicas, que por lo demás son similares, pero a veces presentan motivos diferentes y utilizan la técnica de figuras rojas. También se fabricaron versiones en miniatura de ánforas panatenenaicas, posiblemente como suvenires.

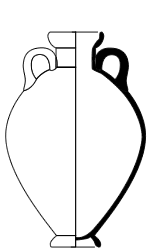
Forma del ánfora panatenaica, por dentro y por fuera.
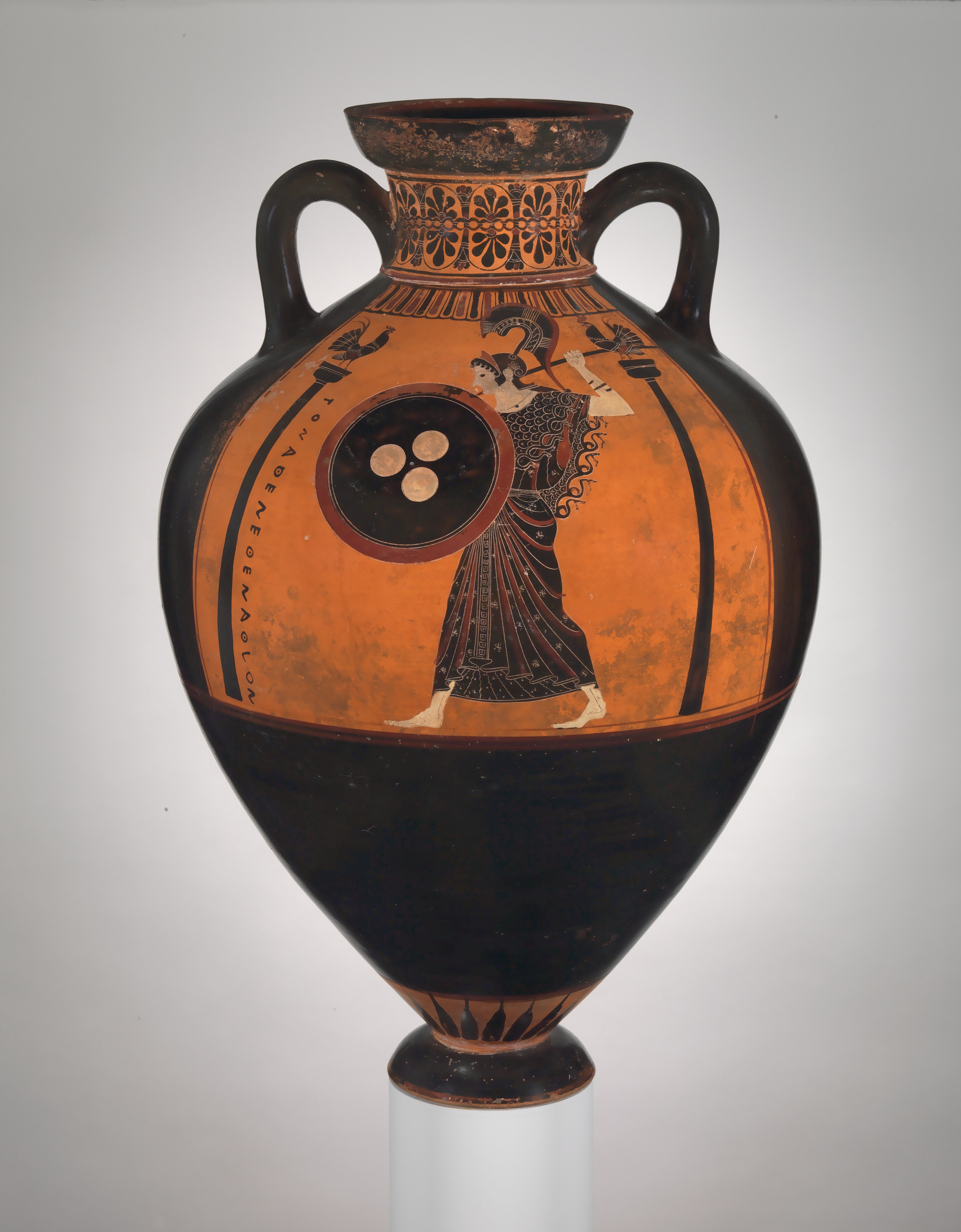
Ánfora panatenaica, que representa a Atenea, c. 530 a. C.
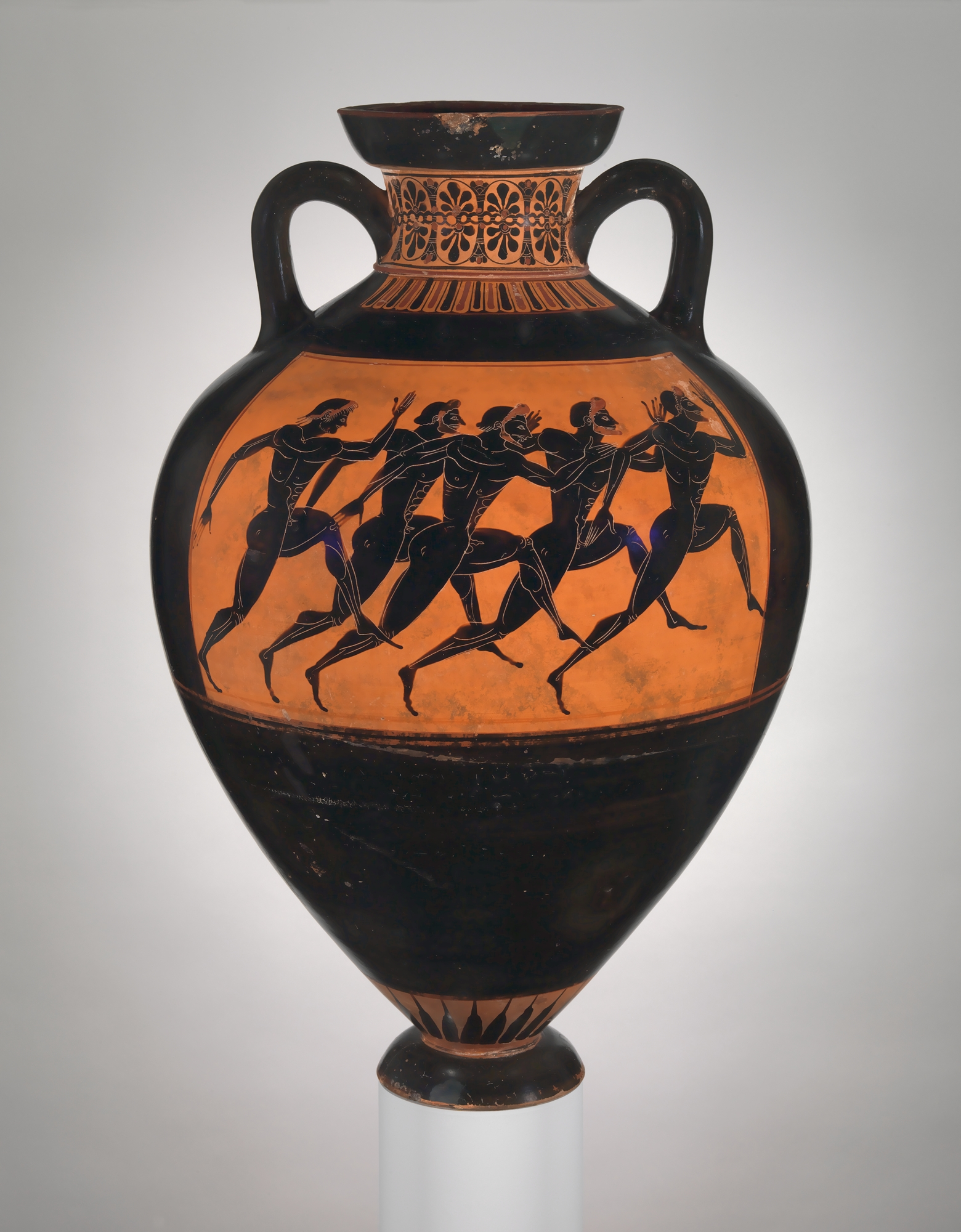
Ánfora panatenaica que representa una carrera, c. 530 a. C.
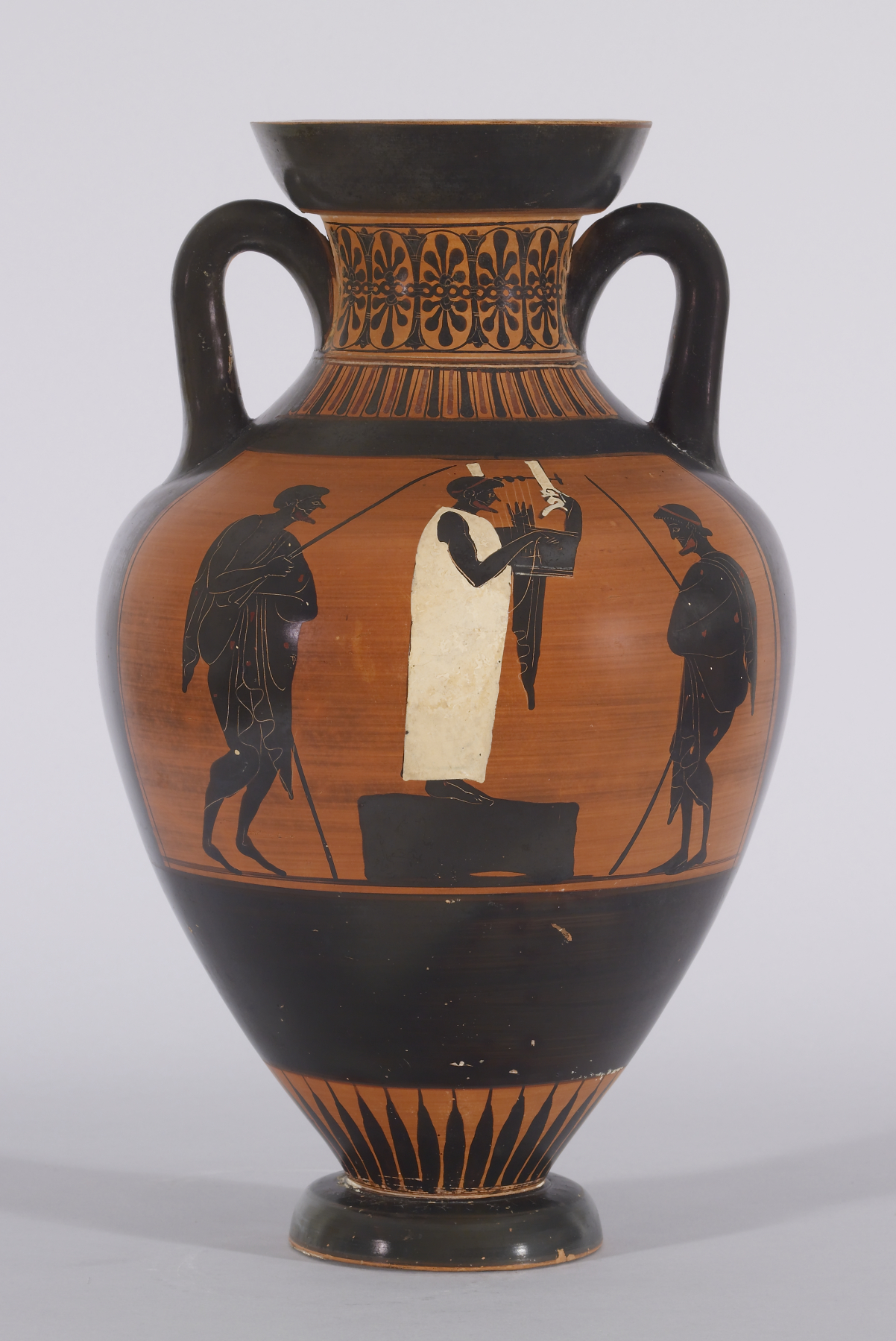
Ánfora pseudo-panatenaica, que representa competiciones musicales, c. 500–485 a. C.

### Ánfora de Nola
El ánfora de Nola es un tipo pequeño de ánfora. Las ánforas miden unos 30 cm de altura. El cuello es alto en relación con el cuerpo y el pie tiene forma de toro. Las ánforas de Nola se fabricaron en torno a los años 490-350 a. C. y siempre están decoradas con un motivo rojo. El nombre del tipo se debe a que se han encontrado muchas en Nola y en la cercana Capua.

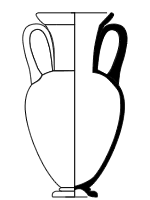
Forma de un ánfora de Nola, por fuera y por dentro.
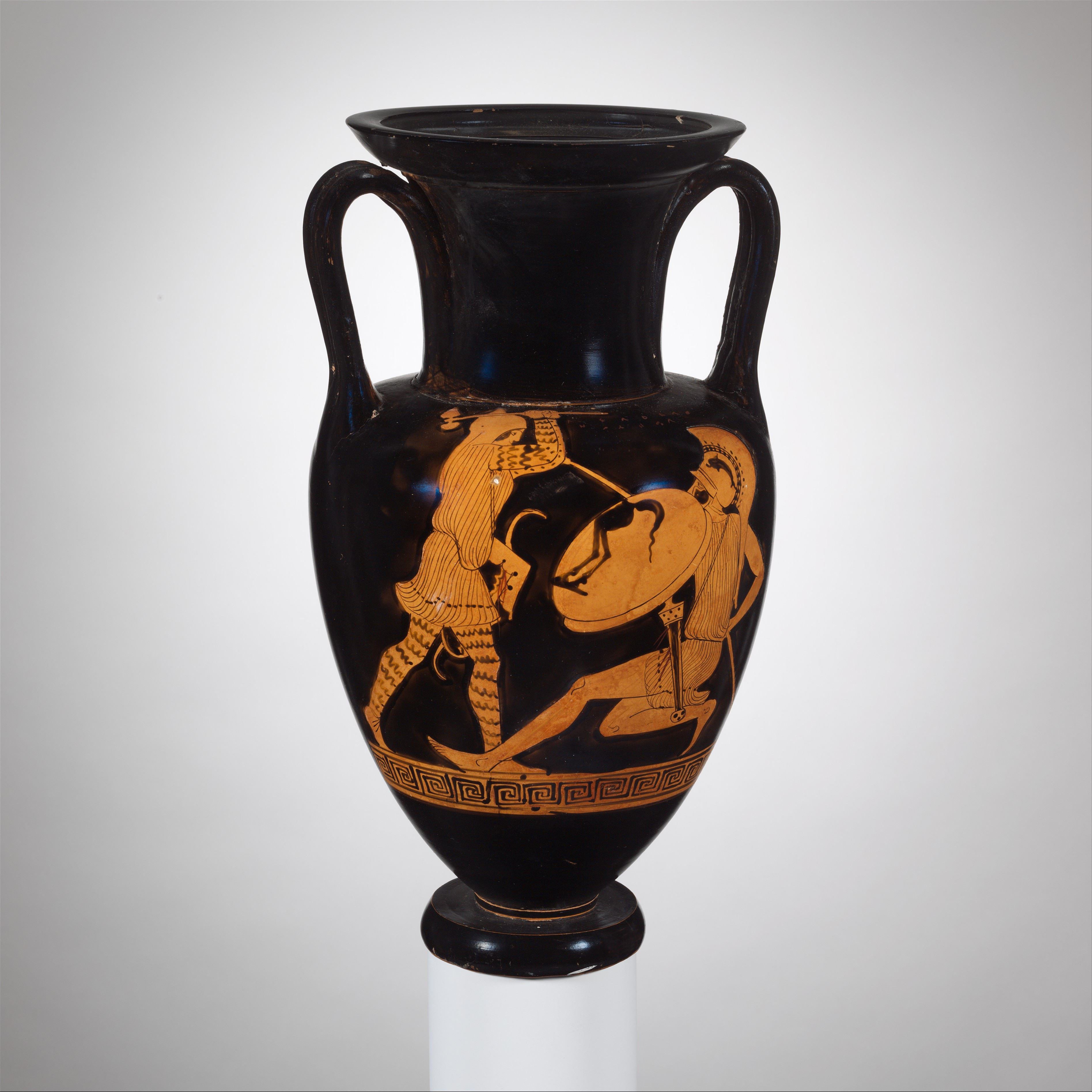
Ánfora de Nola, c. 470–460 a. C.
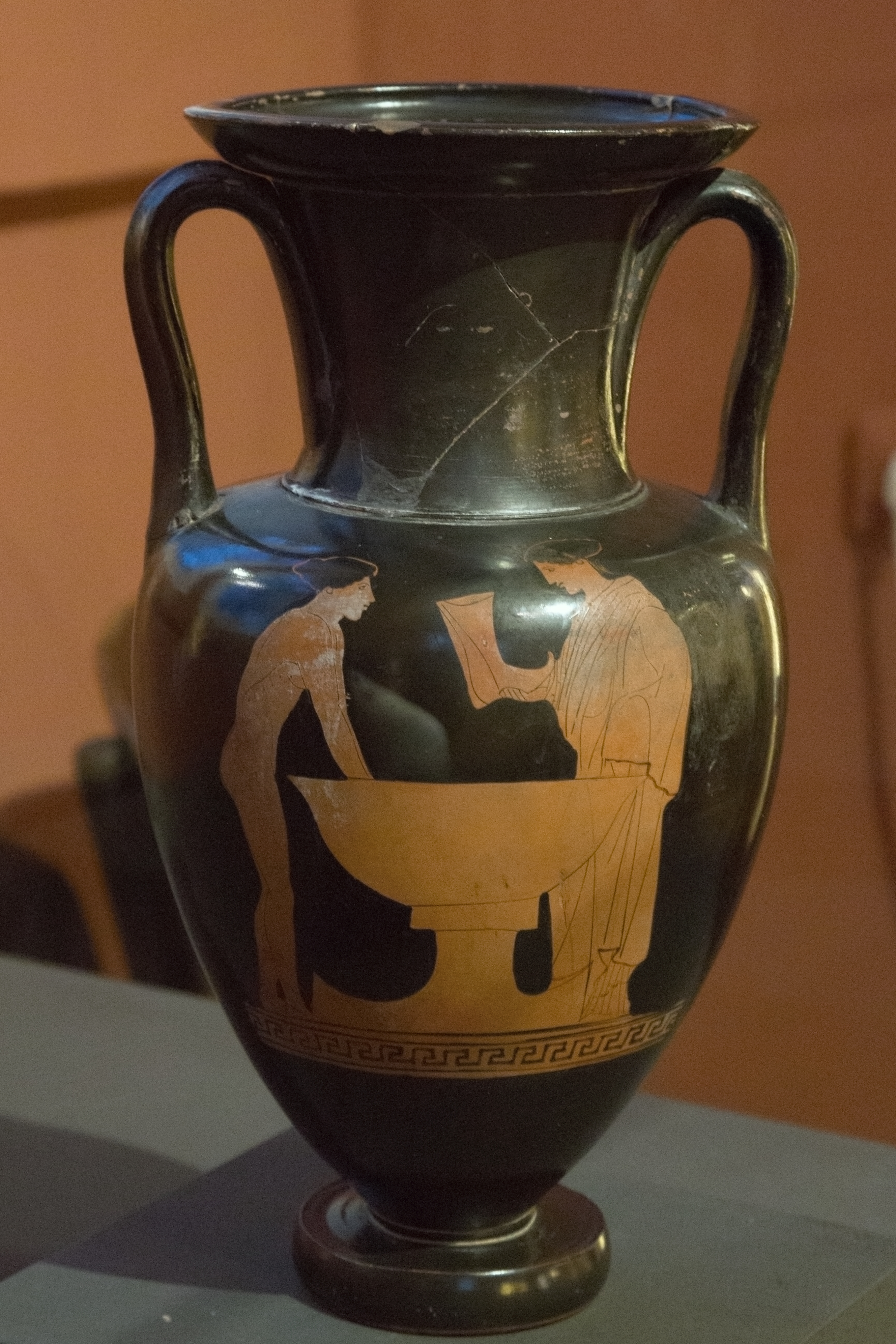
Ánfora de Nola, c. 440 a. C.
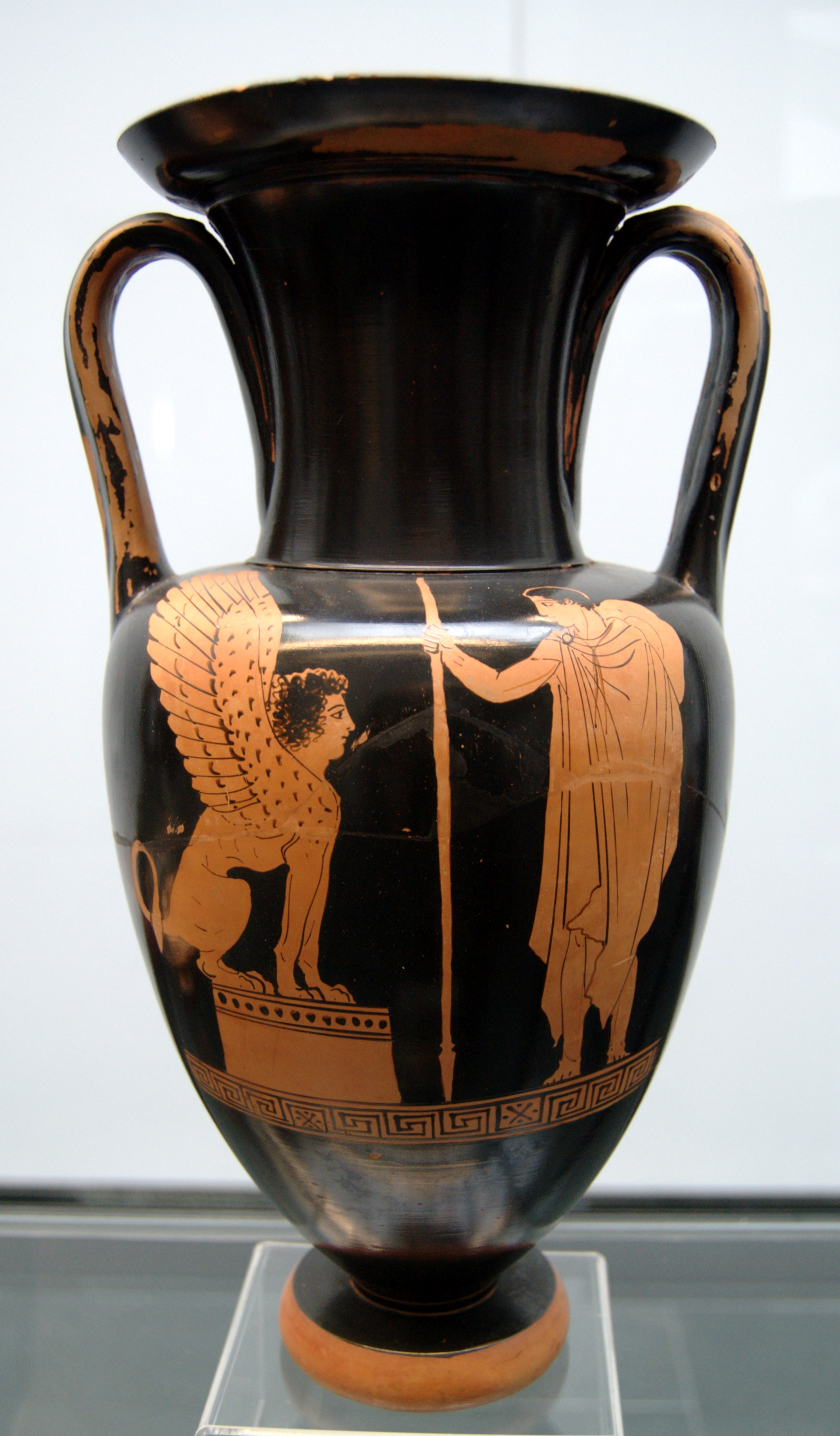
Ánfora de Nola, c. 440–430 a. C.

### Ánfora puntiaguda
Un ánfora puntiaguda o apuntada es un tipo de ánfora con cuello alto, hombros anchos, cuerpo ovalado y, como su nombre indica, una punta puntiaguda, lo que permitía colocarla sobre una base redonda. Las ánforas puntiagudas se produjeron en los siglos VI y V a. C., pero en menor medida durante el período de la cerámica de figuras rojas.

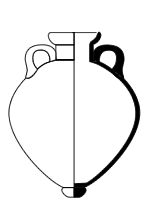
La forma del ánfora puntiaguda, tanto por dentro como por fuera.
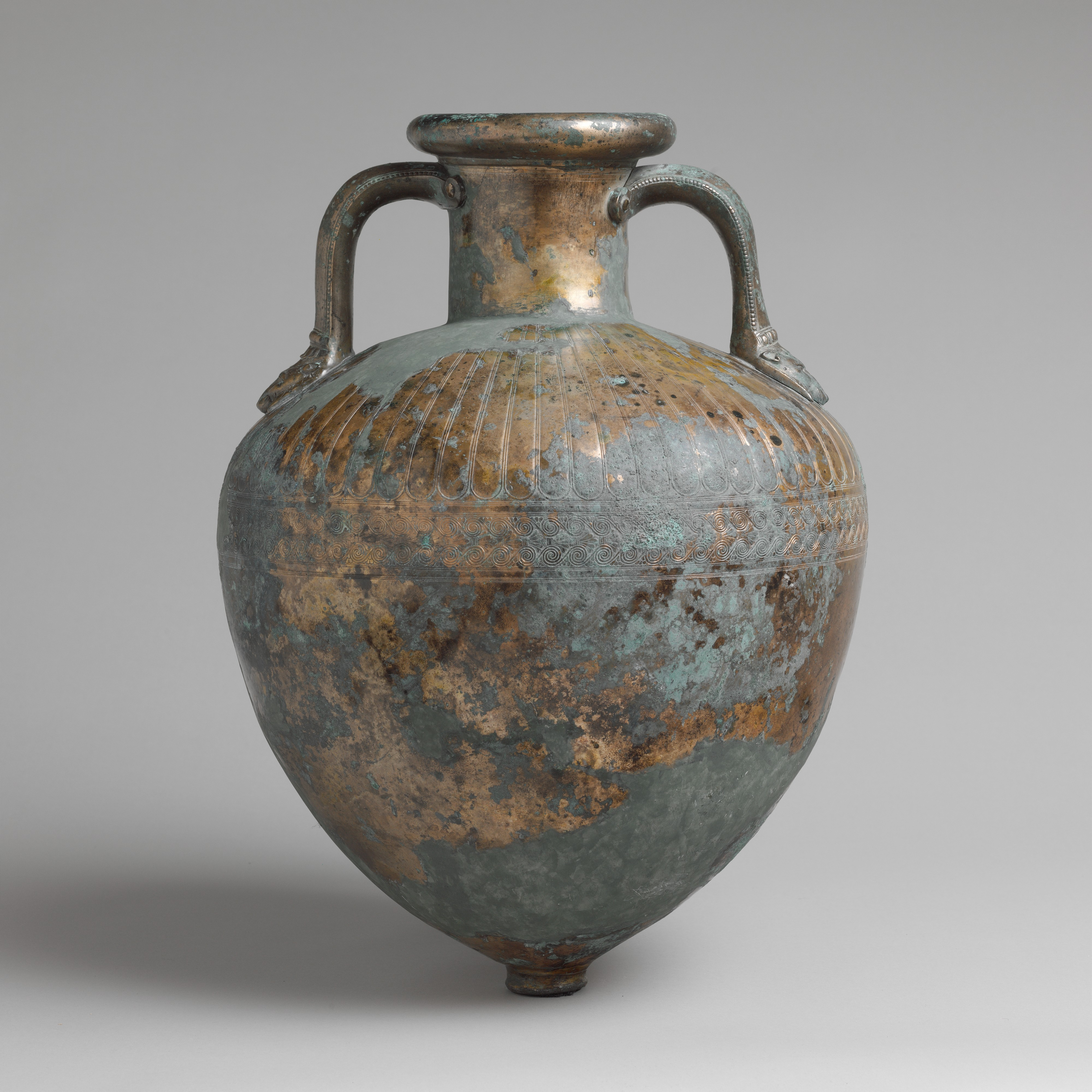
Ánfora puntiaguda de bronce, c. 500–450 a. C.
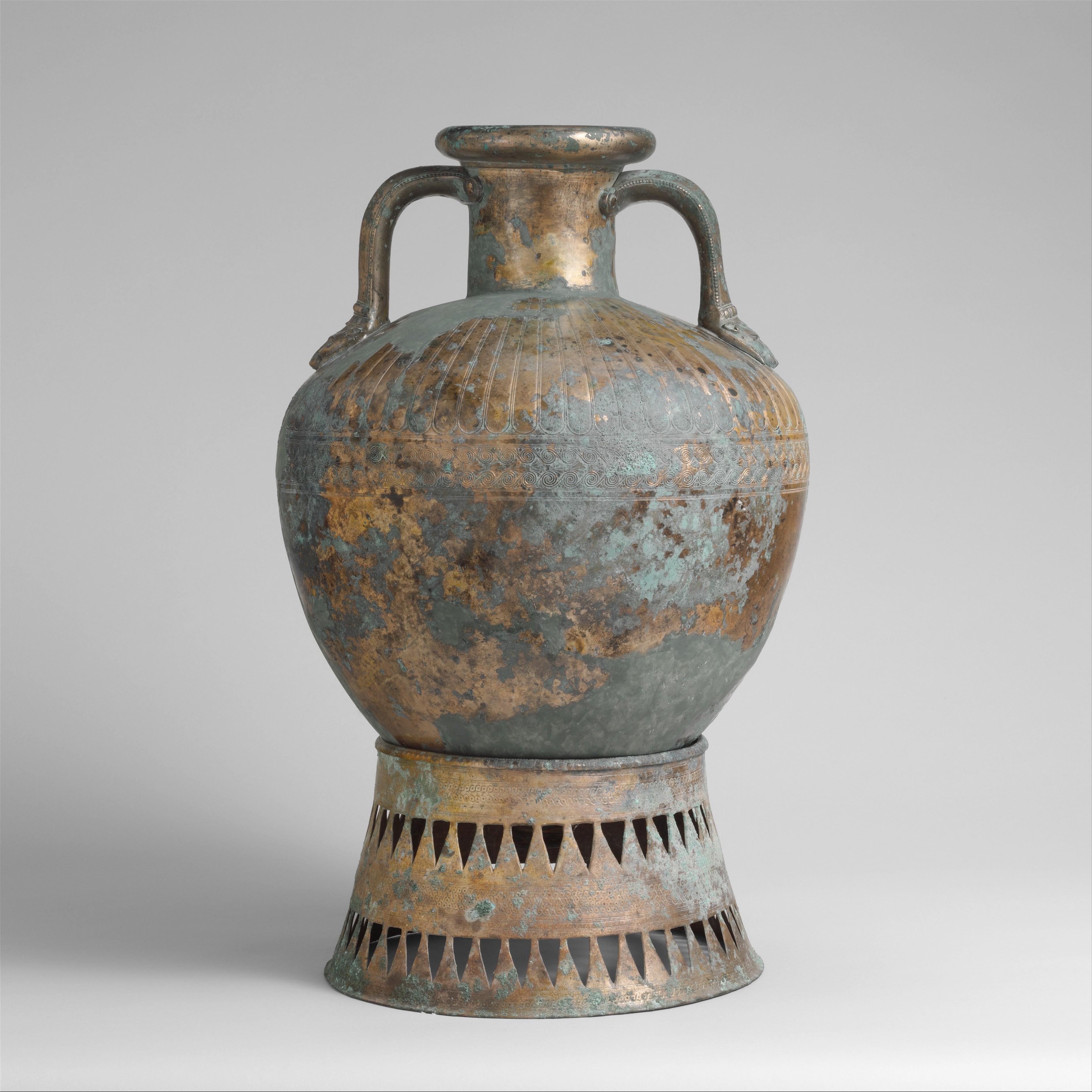
Ánfora de bronce sobre pedestal, c. 500-450 a. C.
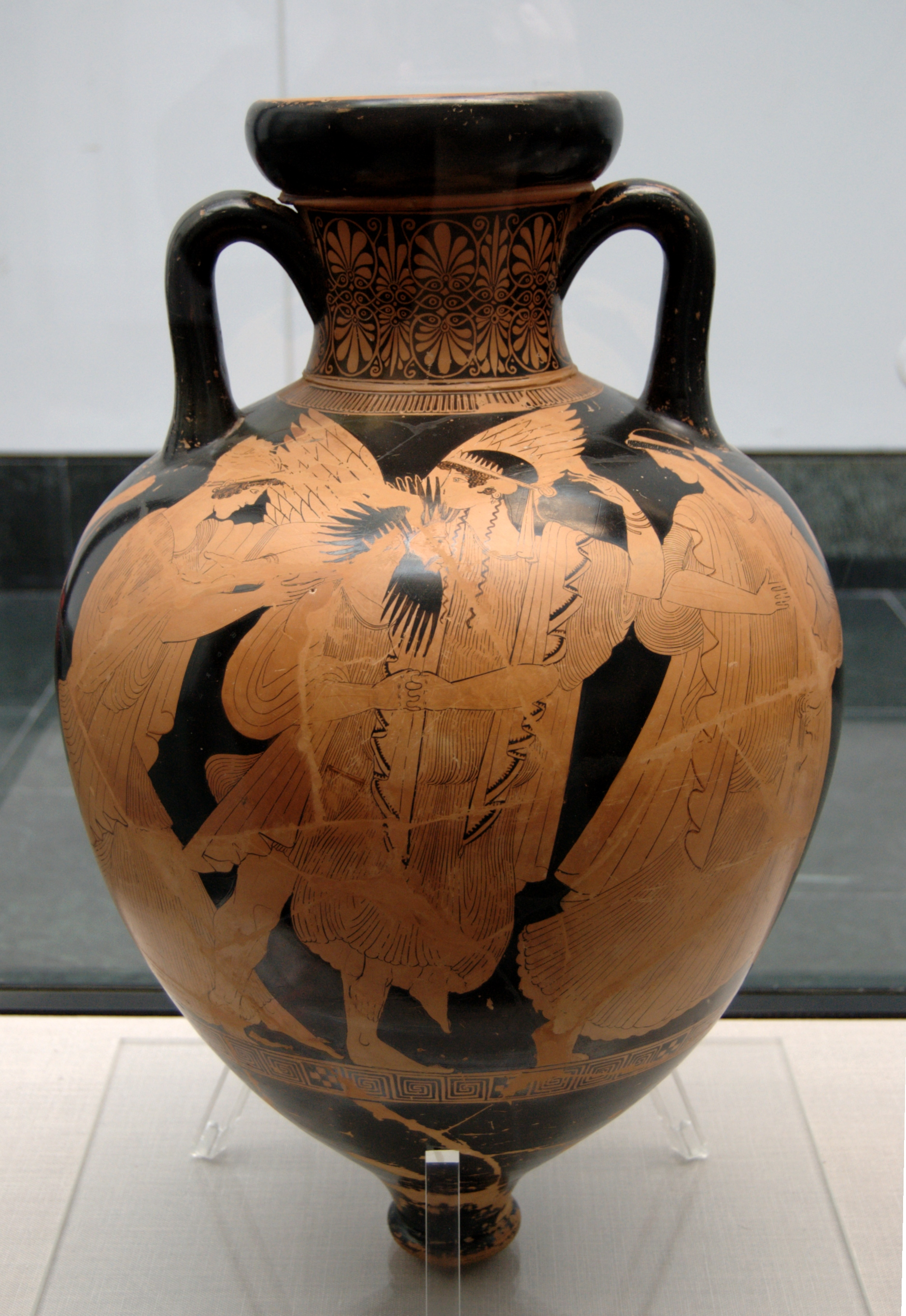
Ánfora puntiaguda, c. 470–460 a. C.

### Ánfora panzuda
Las ánforas panzudas (también llamadas ánforas sin cuello o ánforas de una sola pieza) presentan un perfil uniforme desde el labio hasta el pie. A menudo, contaban con tapa. Esta forma se desarrolló en el siglo VII a. C. y fue dominante en el siglo V a. C.. Existían tres tipos principales: A, B y C.

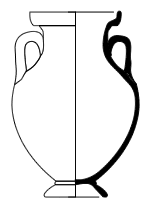
Forma del ánfora panzuda por fuera y por dentro.
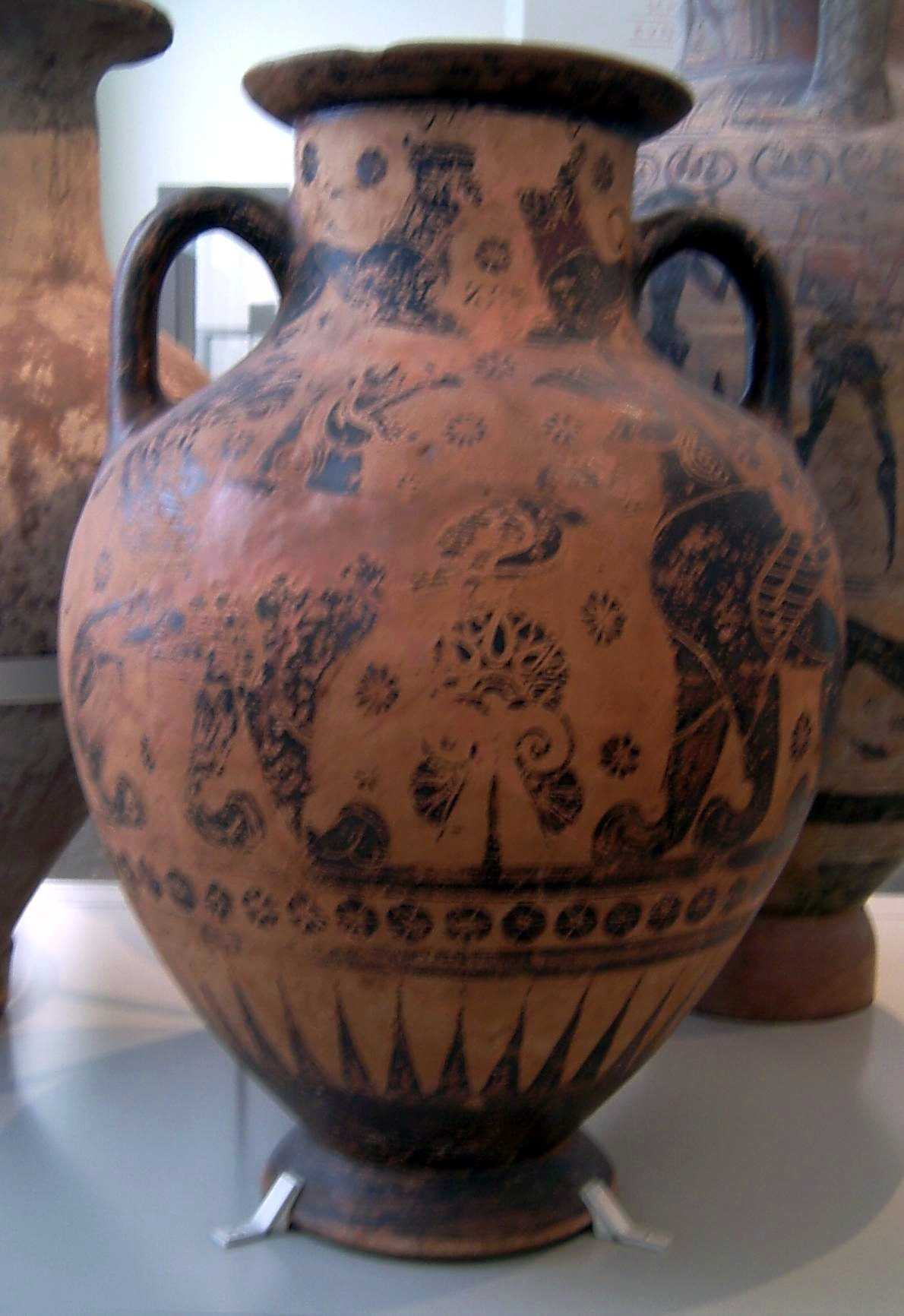
Ánfora panzuda del Pintor de Neso; Ática c. 610-600 a. C.

#### Tipo B
El tipo B es la forma más común de ánfora panzuda. Se desarrolló alrededor del 610 a. C. y se produjo hasta mediados del siglo V a. C. Presenta una línea continua desde el labio hasta el pie, orejas redondeadas, labio de borde recto y pie de una sola pieza en forma de equino invertido. Las ánforas del tipo B se pintaban principalmente con la técnica de figuras negras. La decoración pintada se limita a dos paneles, uno a cada lado. Suelen ser más altos que loa del tipo A. Sobre ellas se encuentra una banda decorativa floral. Sobre el pie suele haber un friso con un patrón radial.

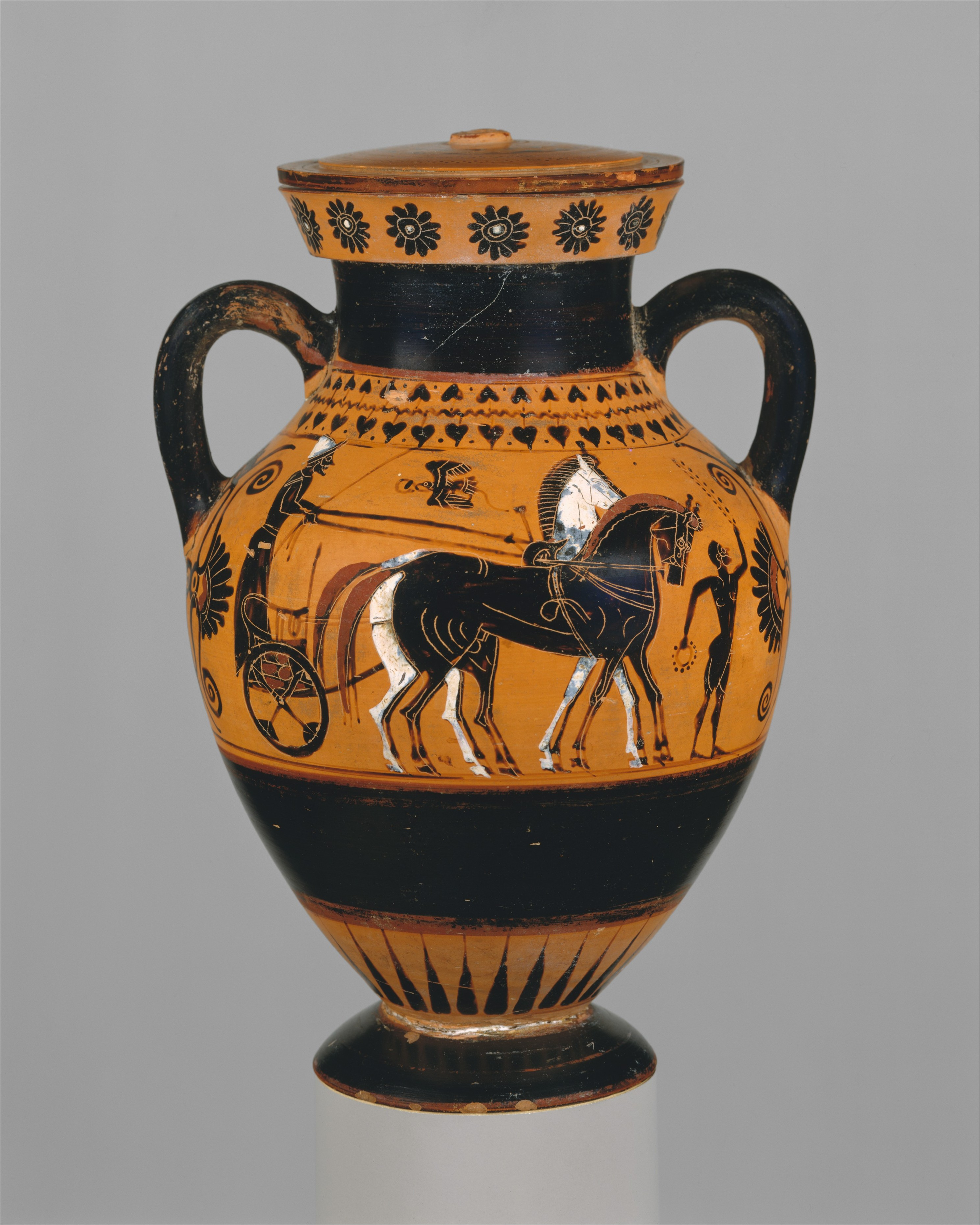
Ánfora tipo B, c. 540 a. C.
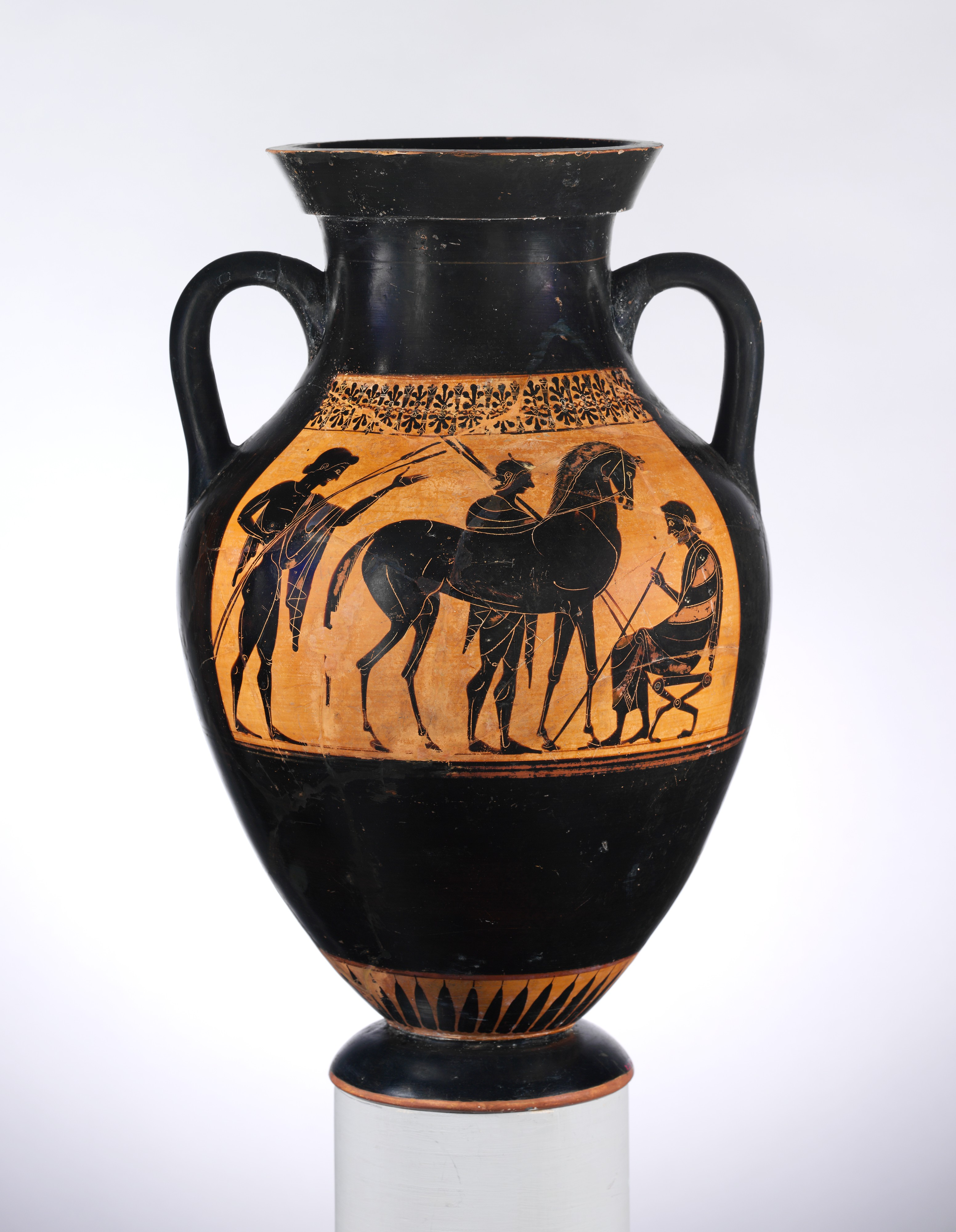
Ánfora tipo B, c. 530a. C.
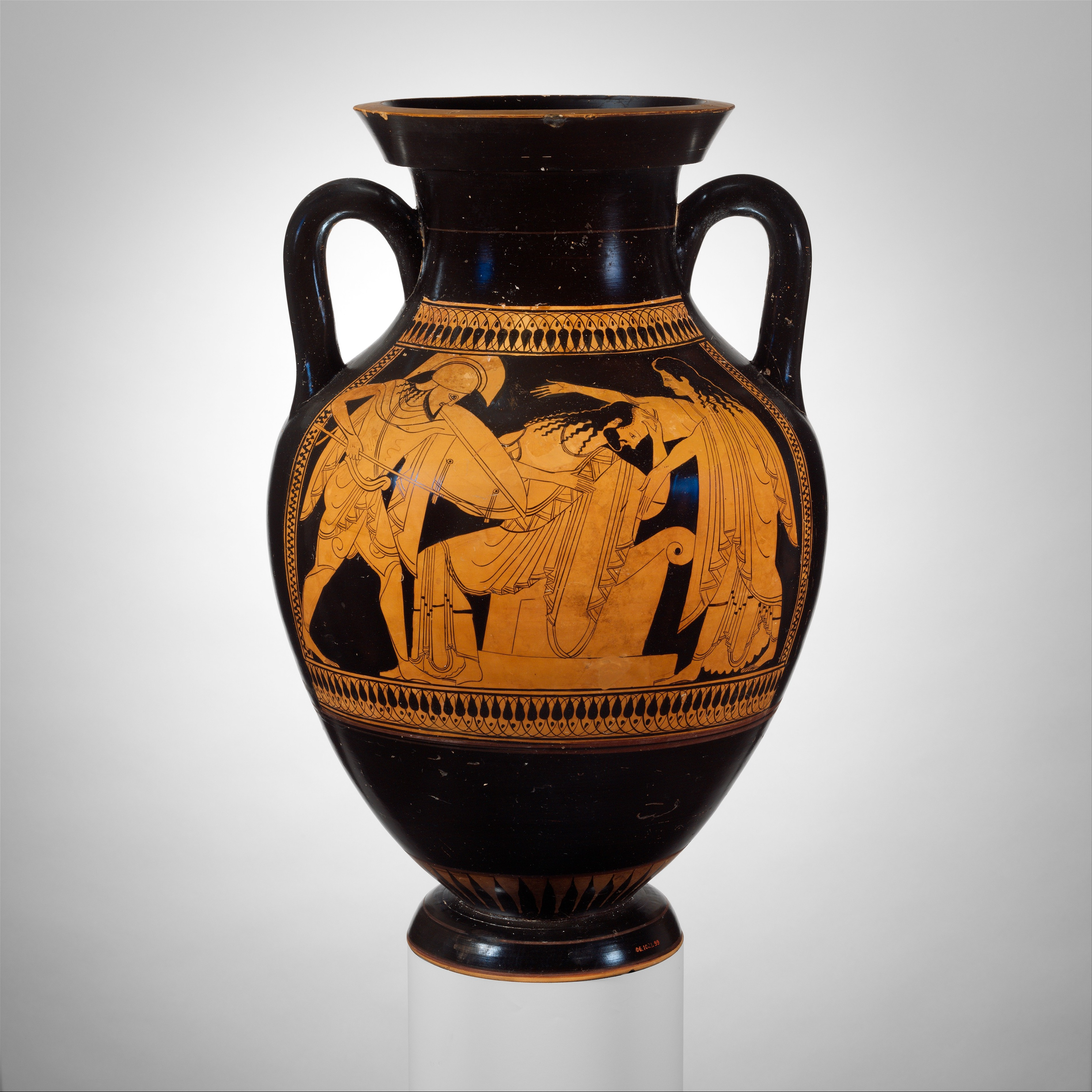
Ánfora tipo B, c. 500 a. C.
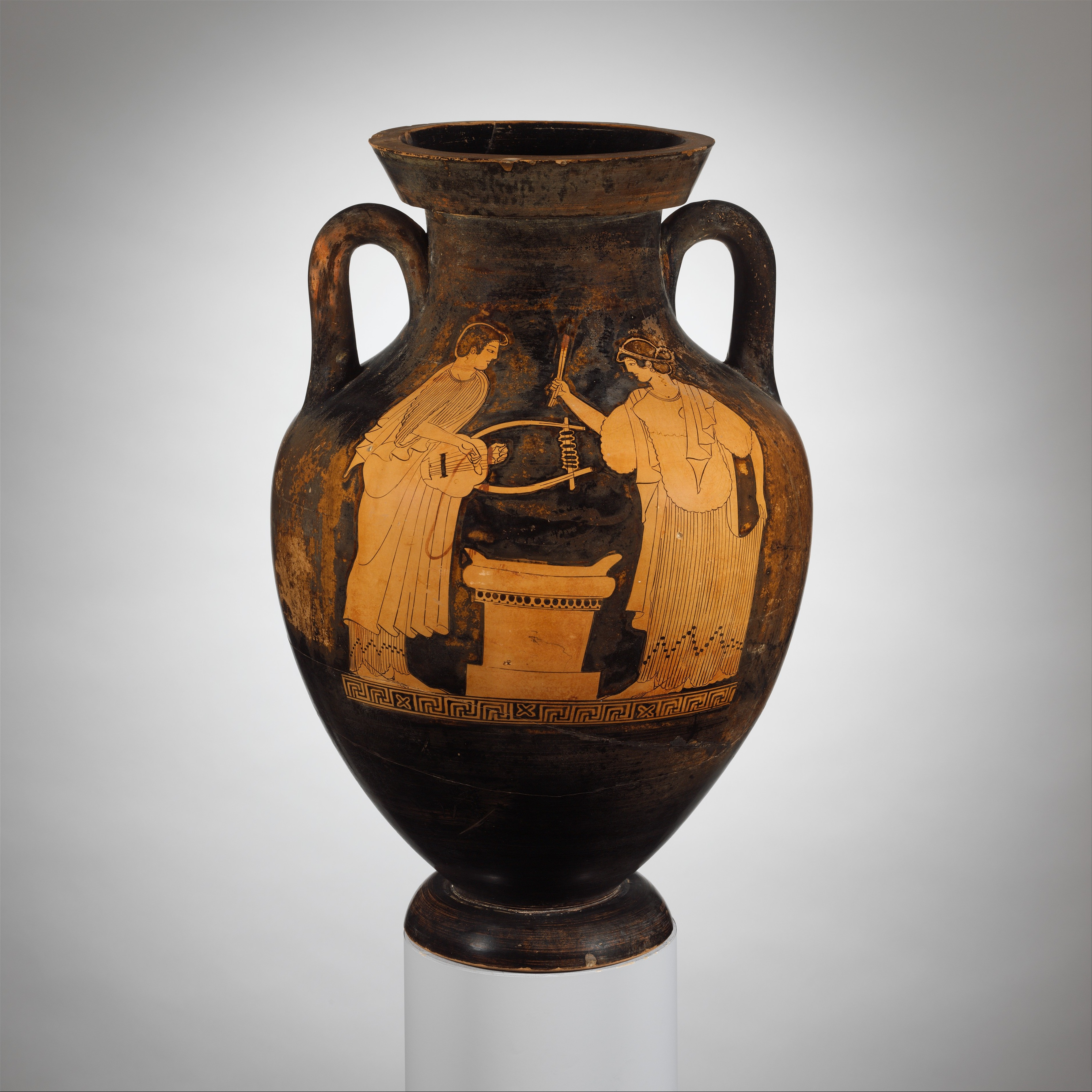
TÁnfora tipo B, c. 490 a. C.

#### Tipo A
El Tipo A es una variante más refinada del Tipo B. Se desarrolló alrededor del 550-525 a. C. y se produjo hasta alrededor del 450 a. C. Posiblemente fue desarrollado por Exequias. Presenta asas planas, a menudo decoradas con marfil, un labio ligeramente cóncavo y un pie de dos piezas o escalonado. Las ánforas del Tipo A se pintaban con técnicas de figuras negras y rojas. La decoración pintada se limita a dos paneles, uno a cada lado. Suelen ser más bajas que las del Tipo B. Las asas suelen estar decoradas y, en ocasiones, presentan diseños de palmetas debajo.

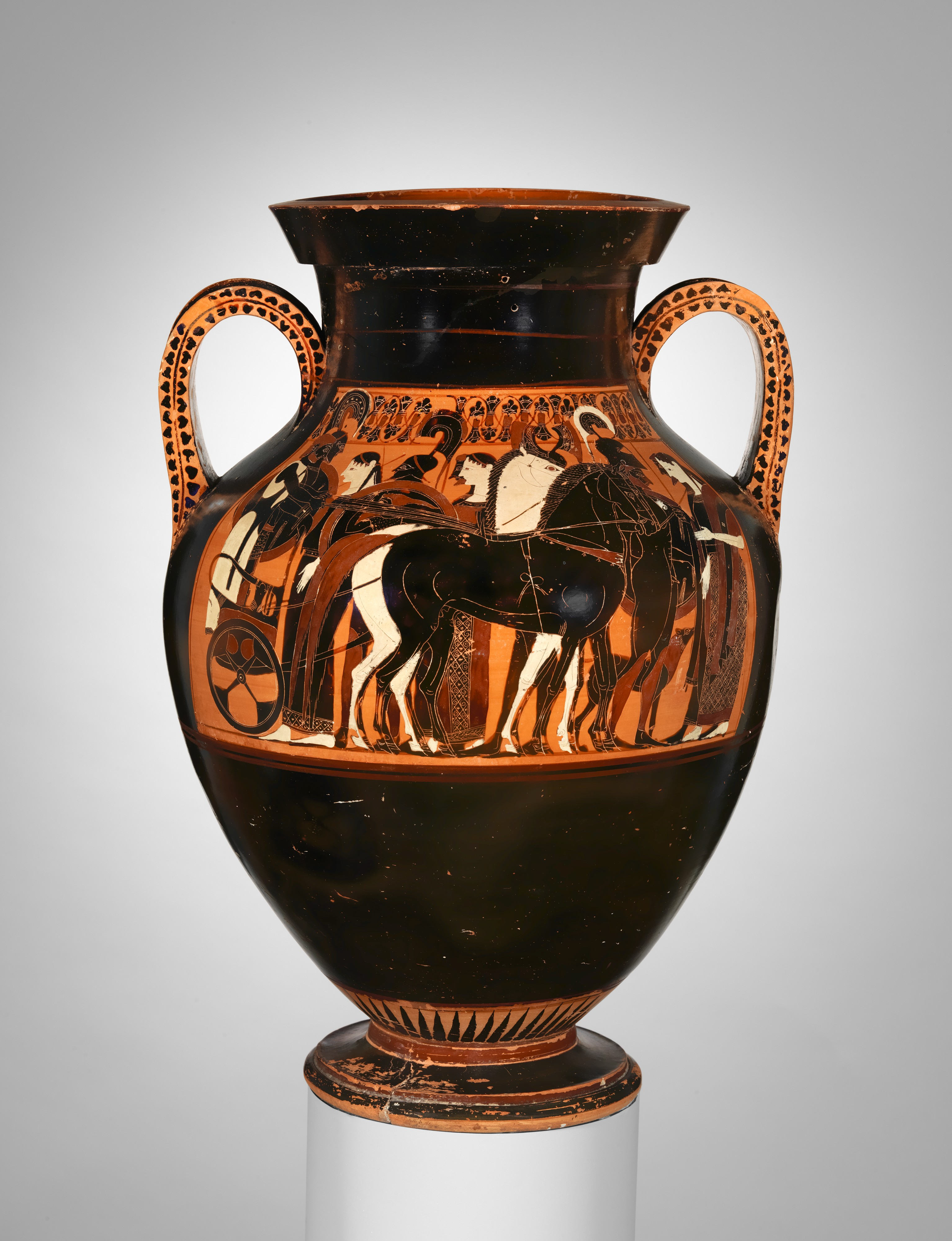
Ánfora tipo A, c. 540–530 a. C.
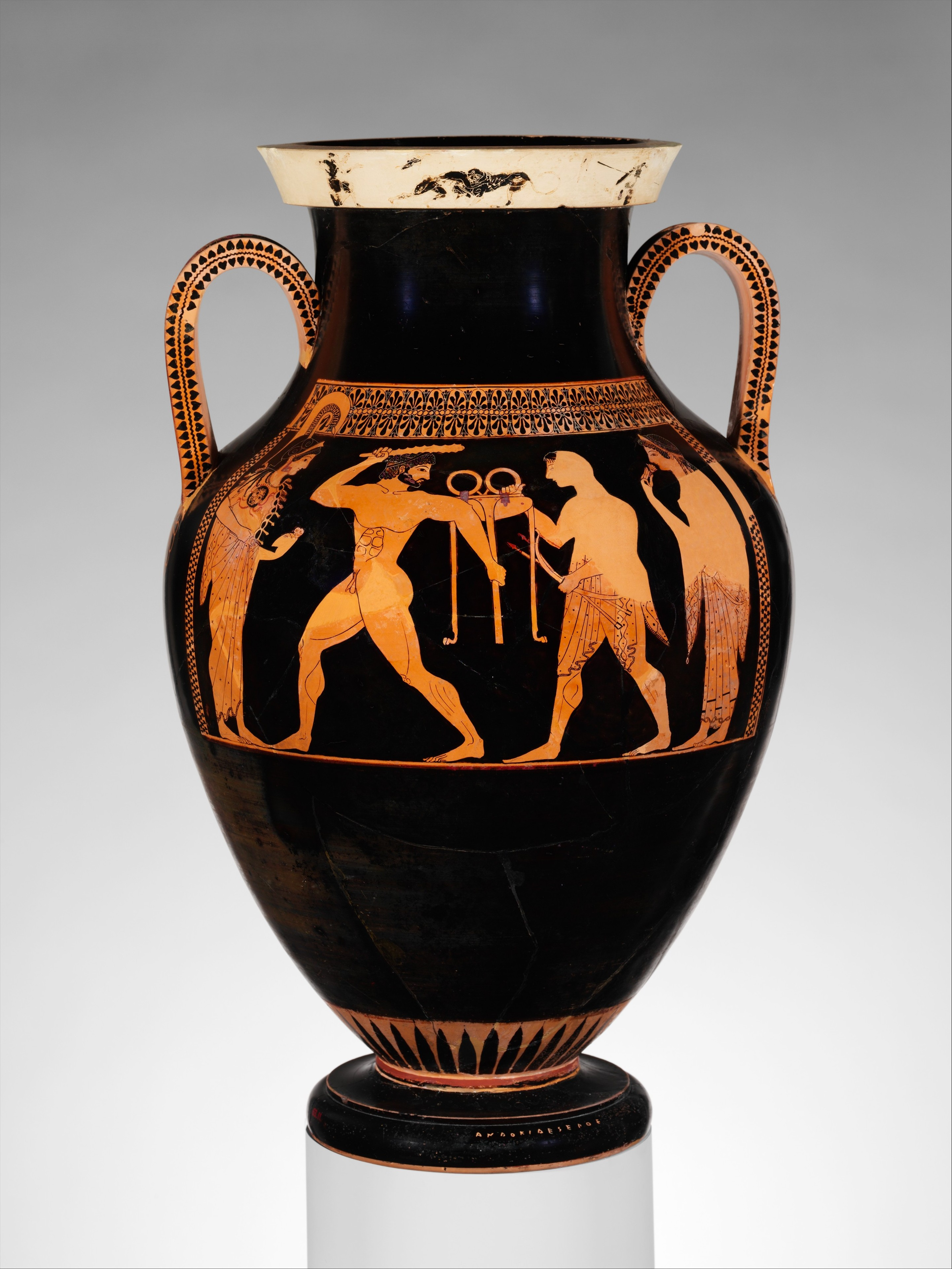
Ánfora tipo A, c. 530 a. C.
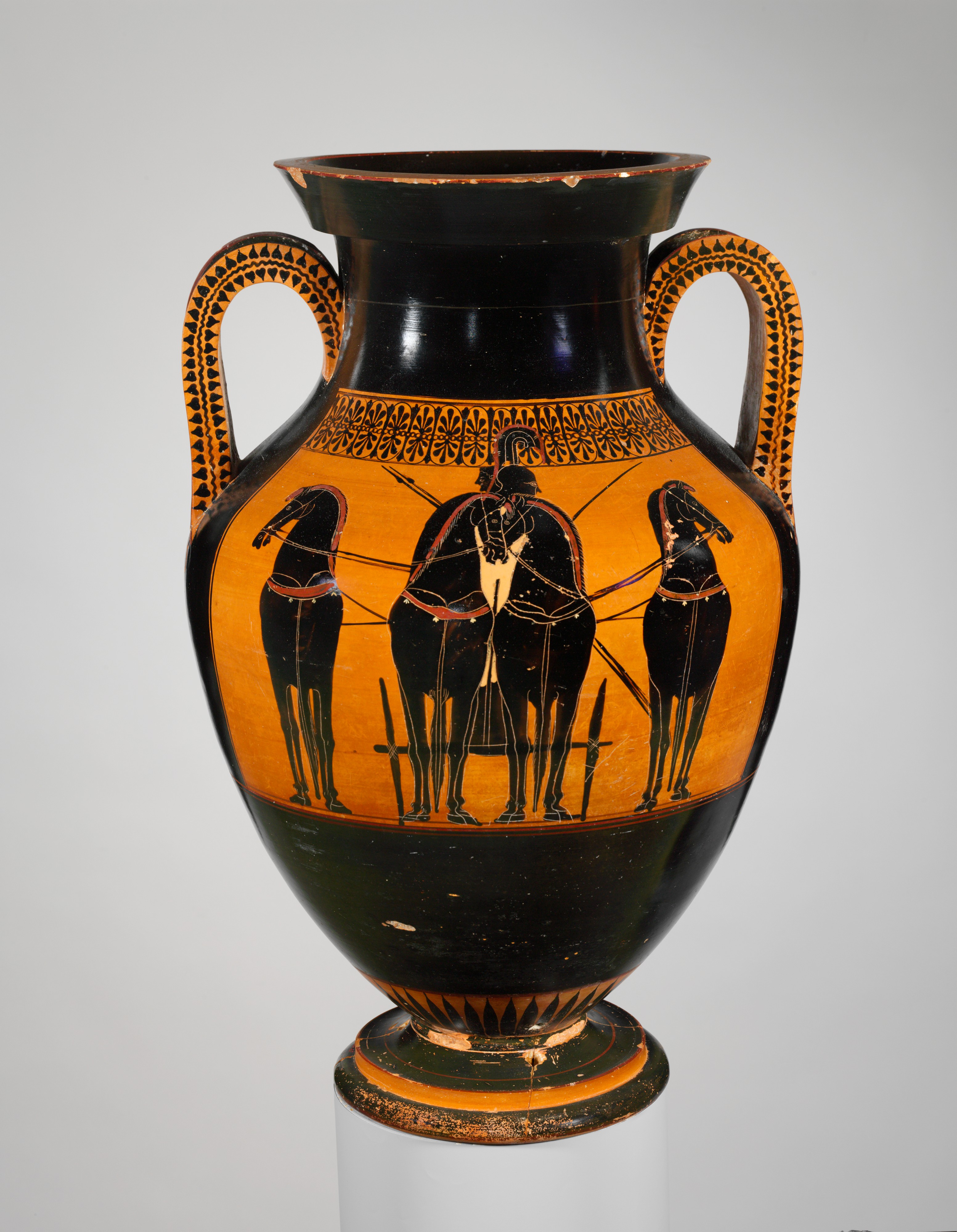
Ánfora tipo A, c. 510 a. C.
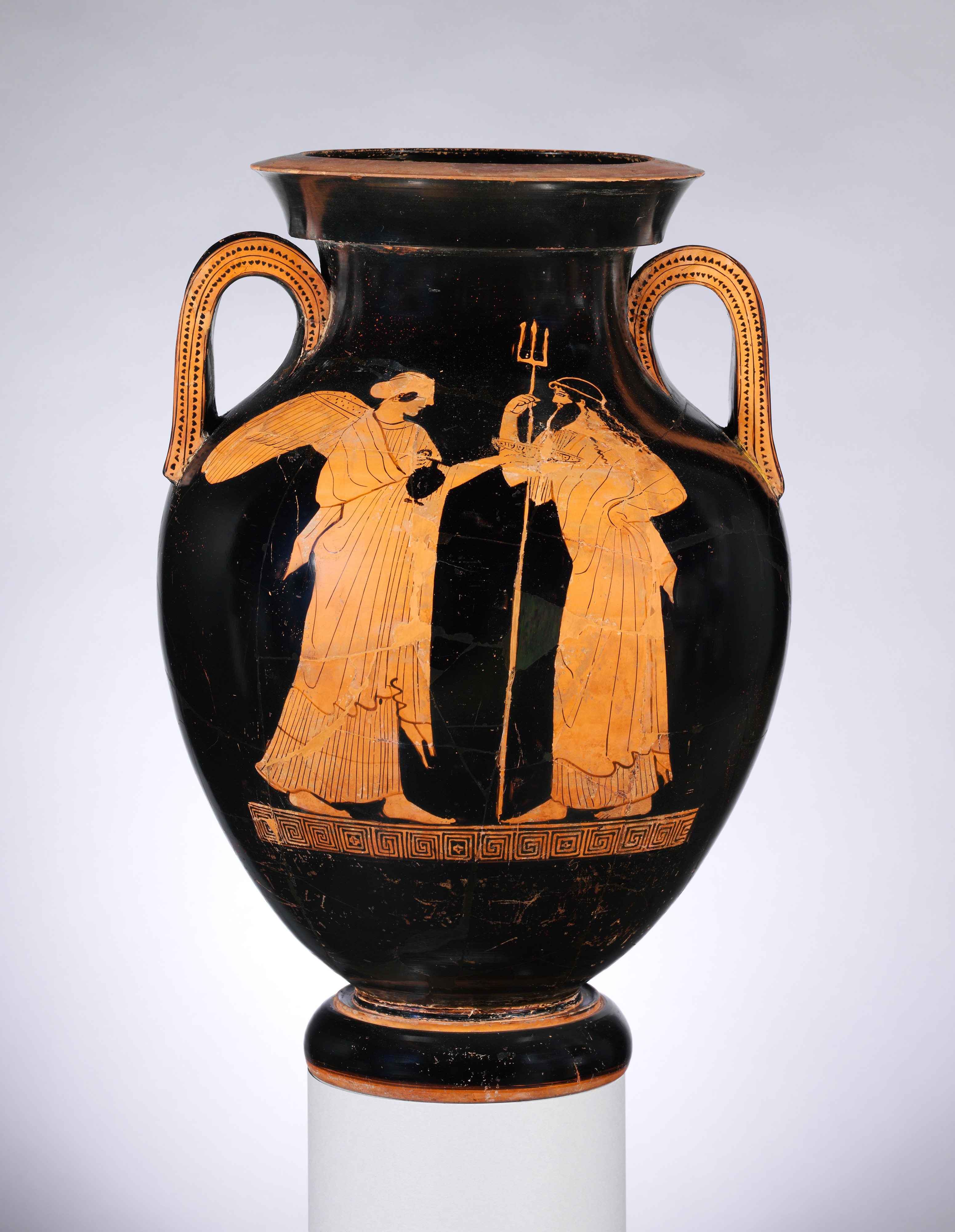
Ánfora tipo A, c. 470–460 a. C.

#### Tipo C
El Tipo C es más raro. Se produjo alrededor del 550-450 a. C. Por lo demás, es casi idéntico al Tipo B, pero su labio es redondeado, no recto. Las ánforas del Tipo C se pintaron tanto con la técnica de figuras negras como, desde aproximadamente el 520 a. C., con la técnica de figuras rojas.

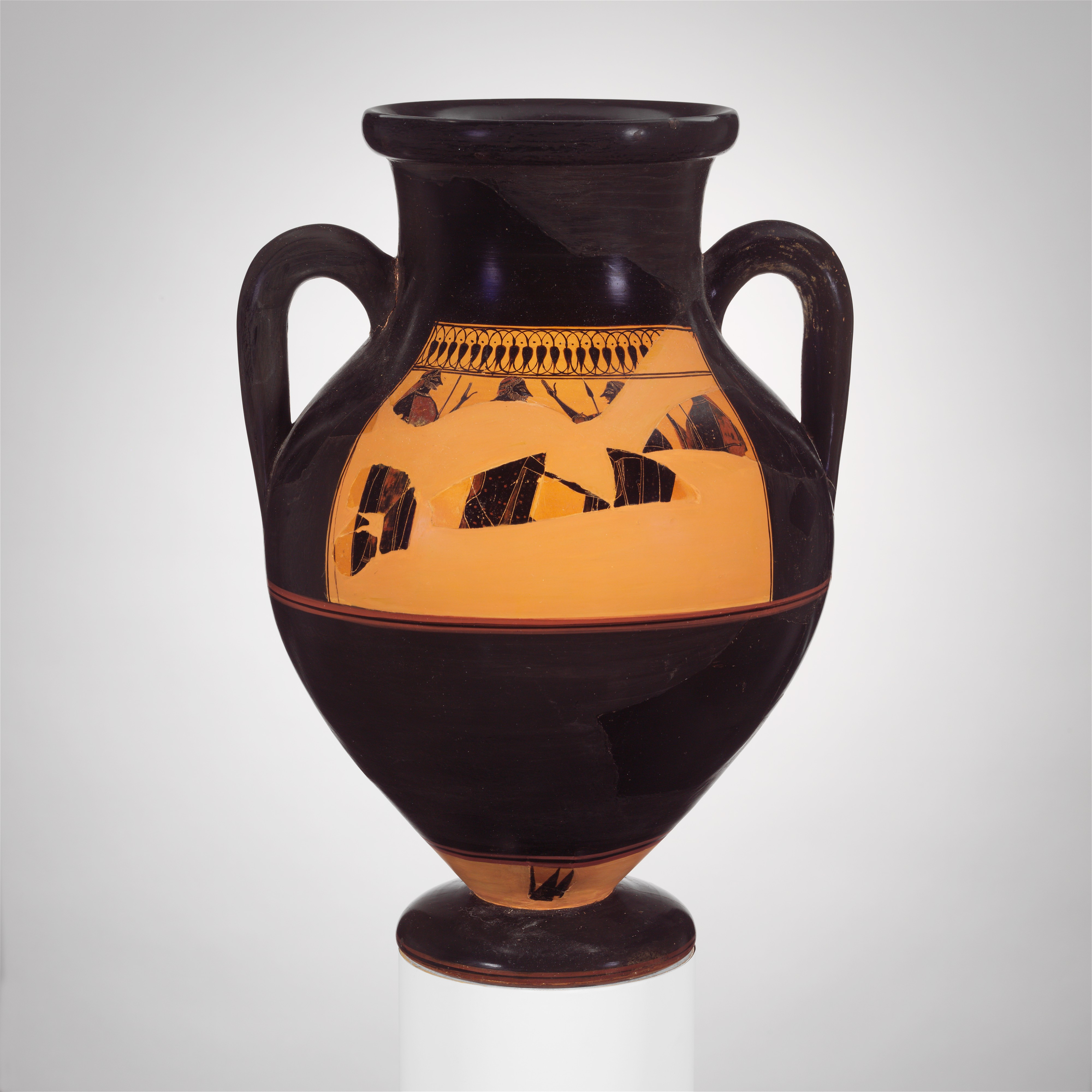
Ánfora tipo C, c. 540 a. C.
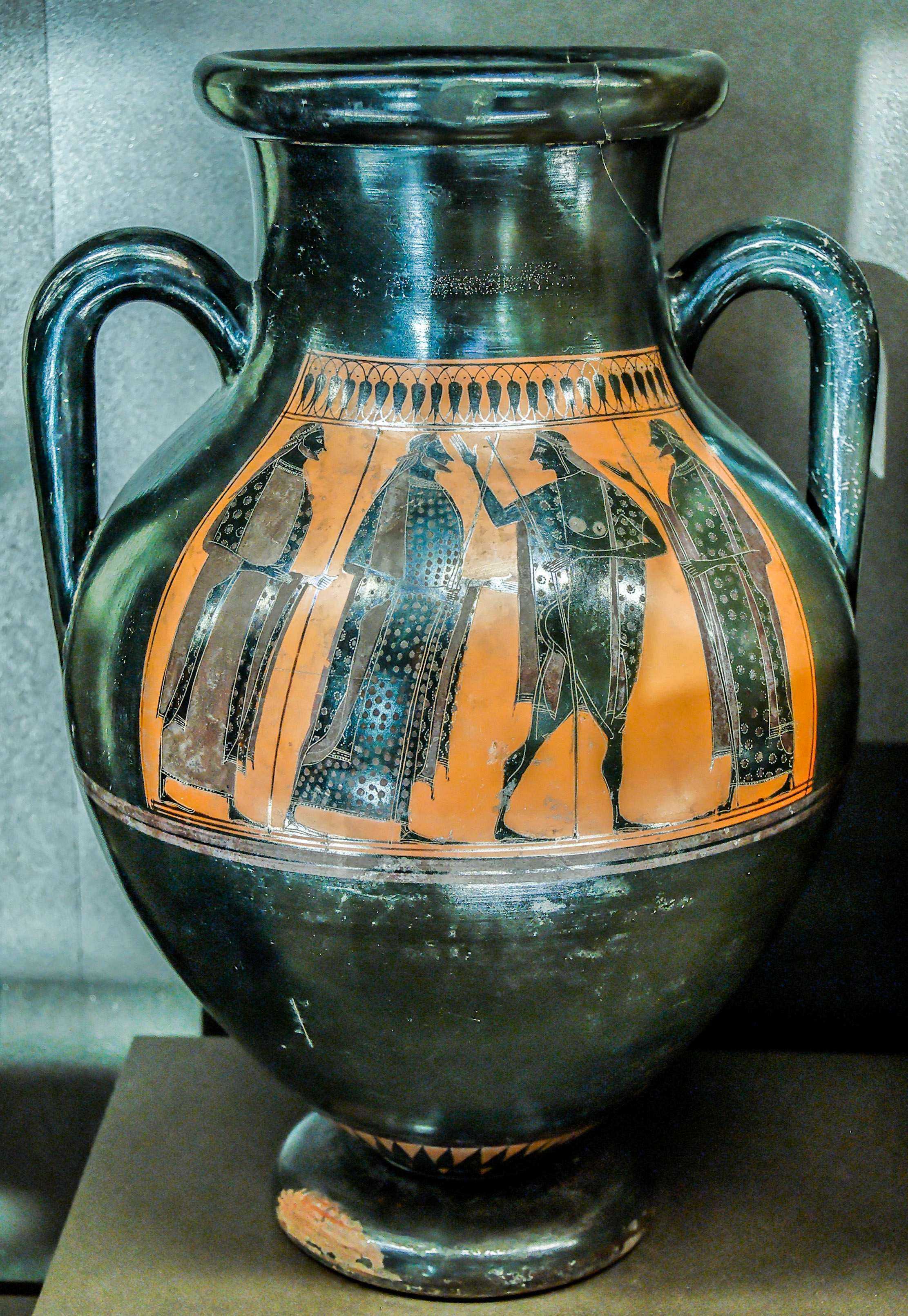
Ánfora tipo C, c. 540–530 a. C.
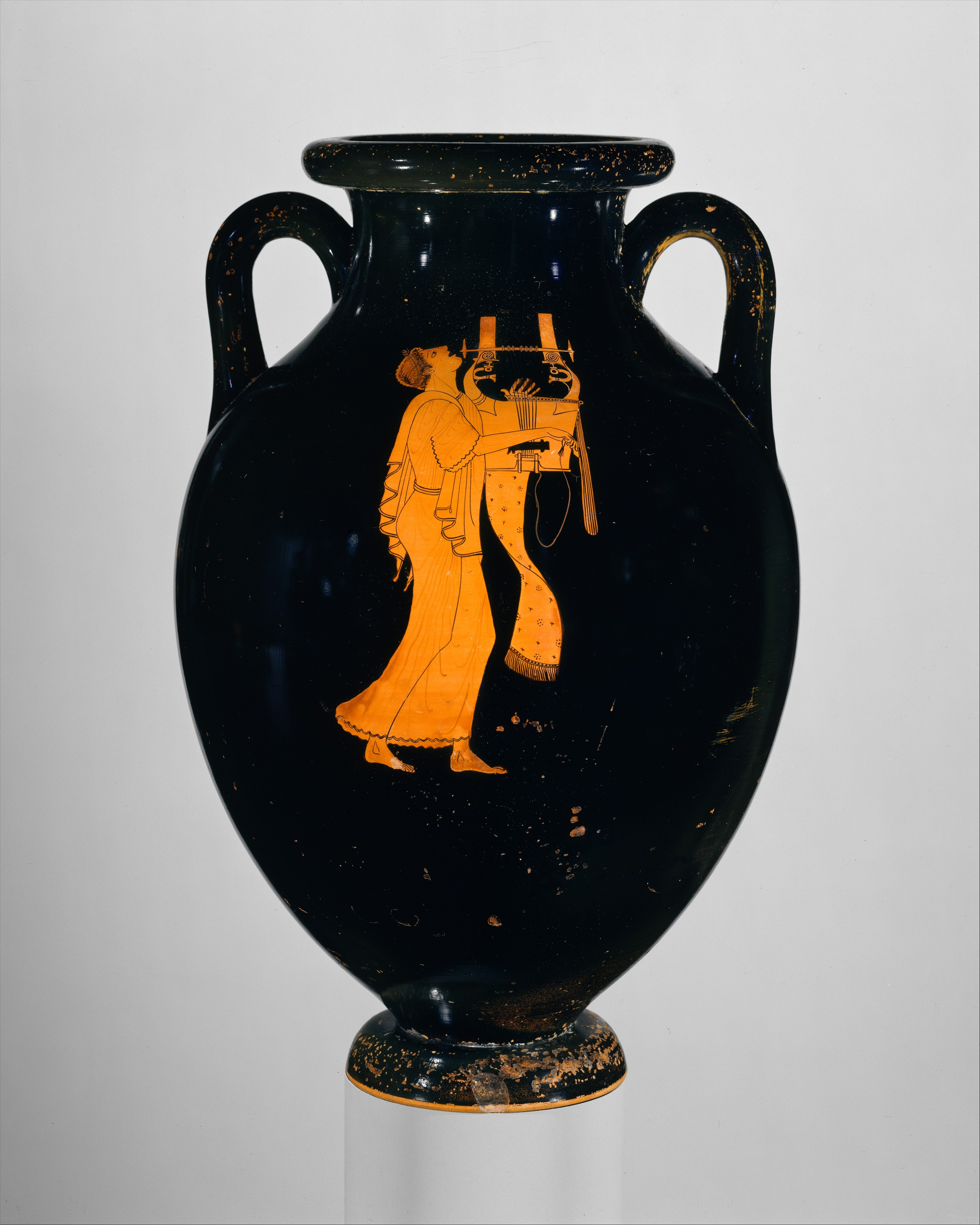
Ánfora tipo C, c. 490 a. C.

### Ánfora de transporte
Un ánfora de transporte tiene una forma estrecha en comparación con otros tipos, con un cuerpo largo, una punta puntiaguda y una boca estrecha que podía cerrarse. Las ánforas de transporte estaban diseñadas específicamente para el transporte marítimo. Se cargaban en los barcos, superpuestas sobre sus costados.

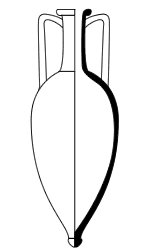
Forma de un ánfora de transporte, por dentro y por fuera.
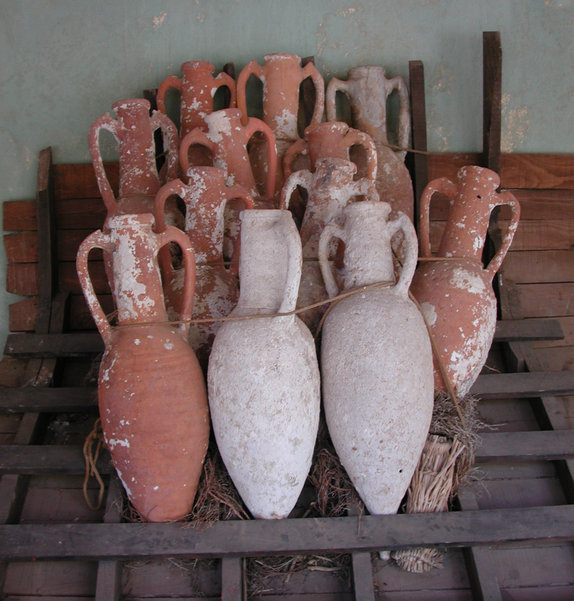
Ánforas de transporte.
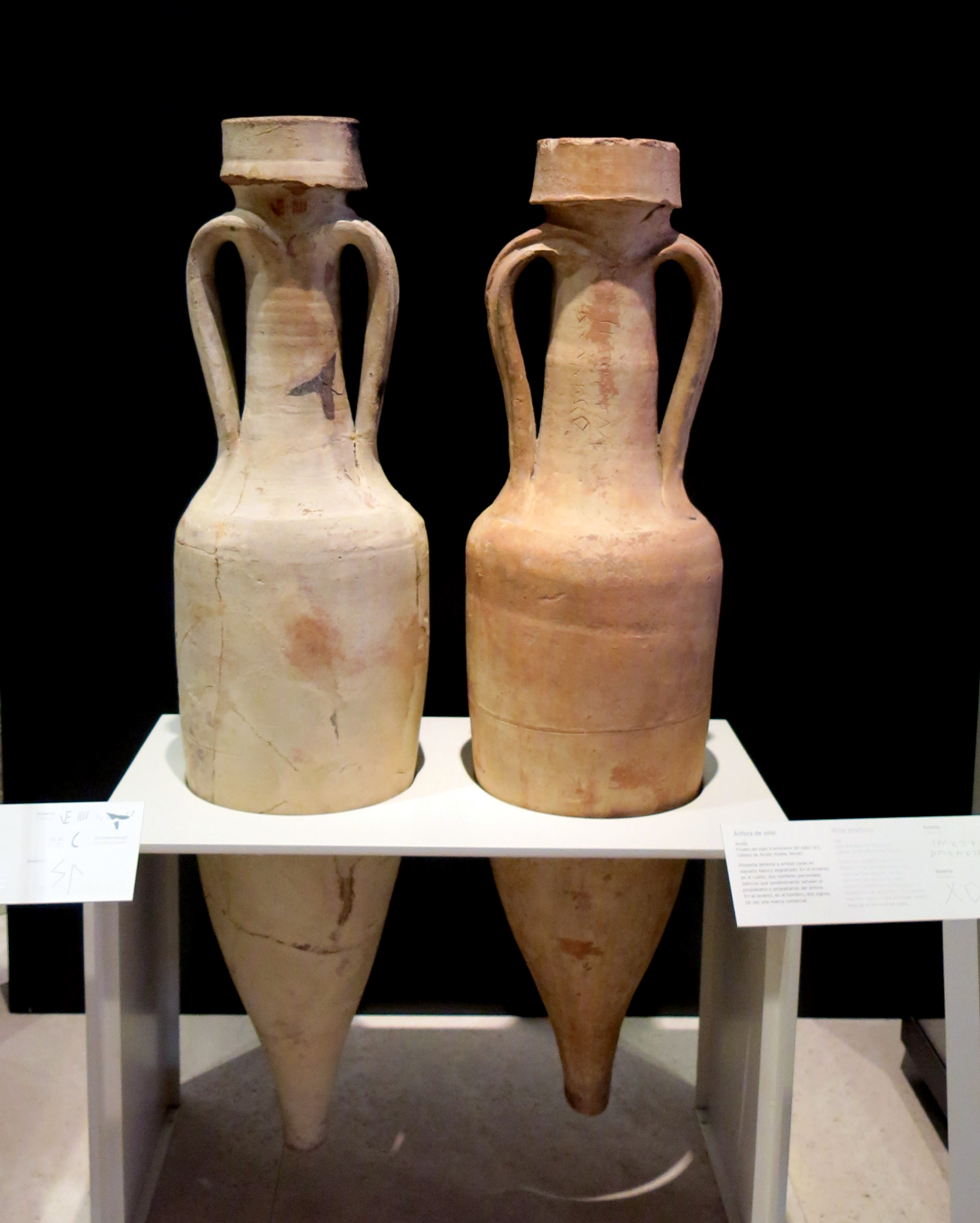
Ánforas de transporte romanas de los tipos Dressel 2-4, siglos -siglo|
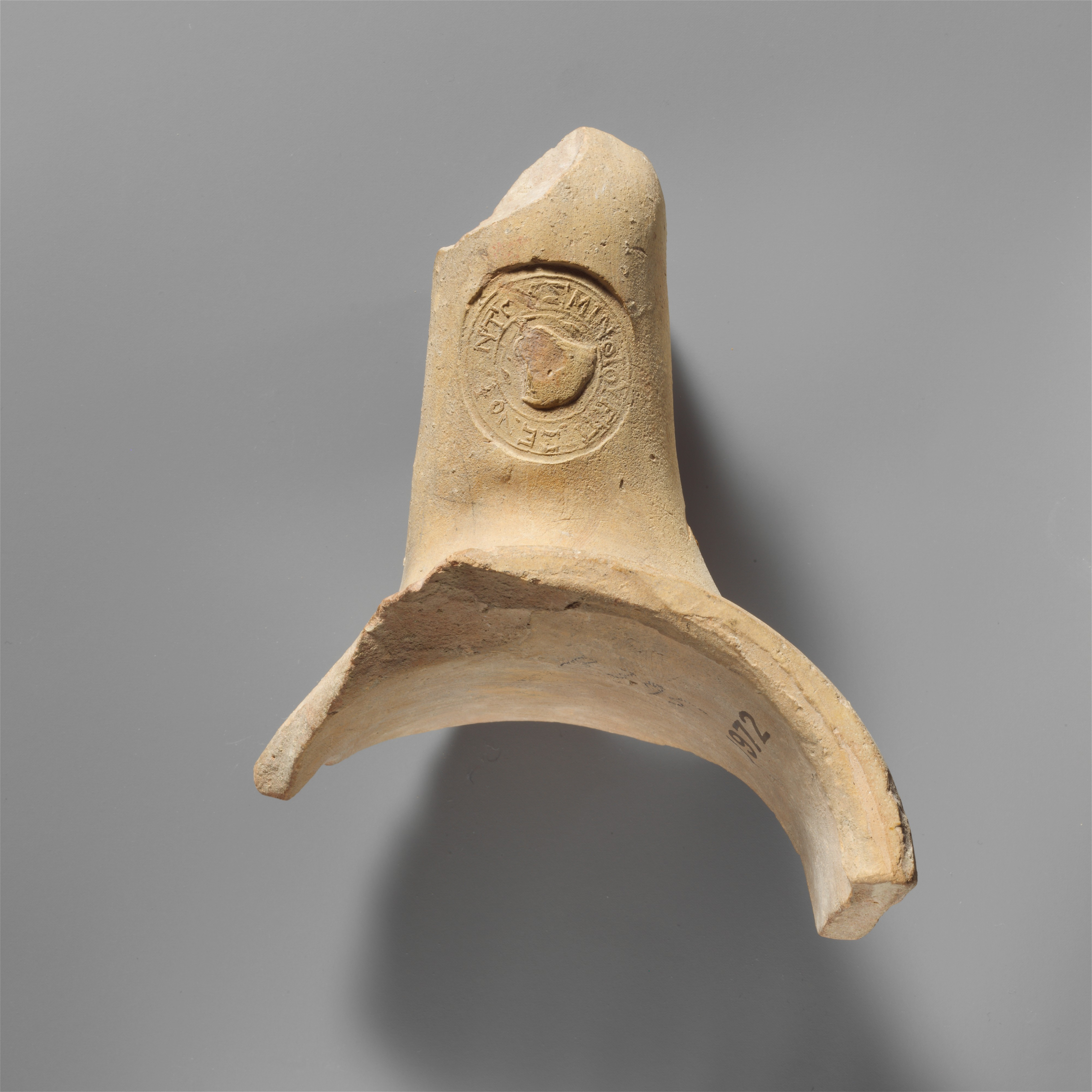
Sello de ánfora de Rodas, c. 180 a. C.

### Ánfora con asa
Un ánfora con asa es un tipo poco común, con un asa sobre la boca que sirve de asa para transportarla.

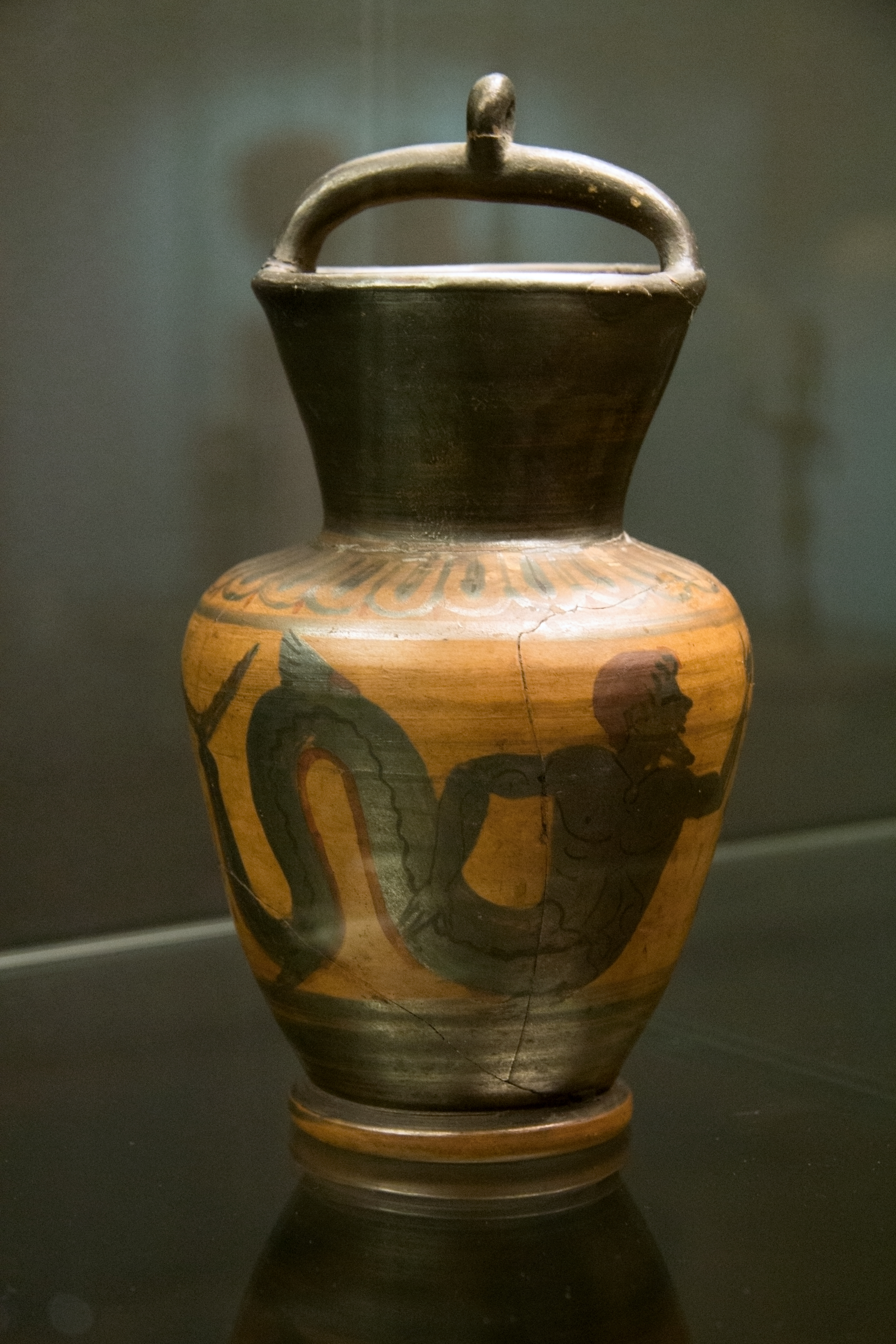
Ánfora etrusca con asa, c. 500–475 a. C.
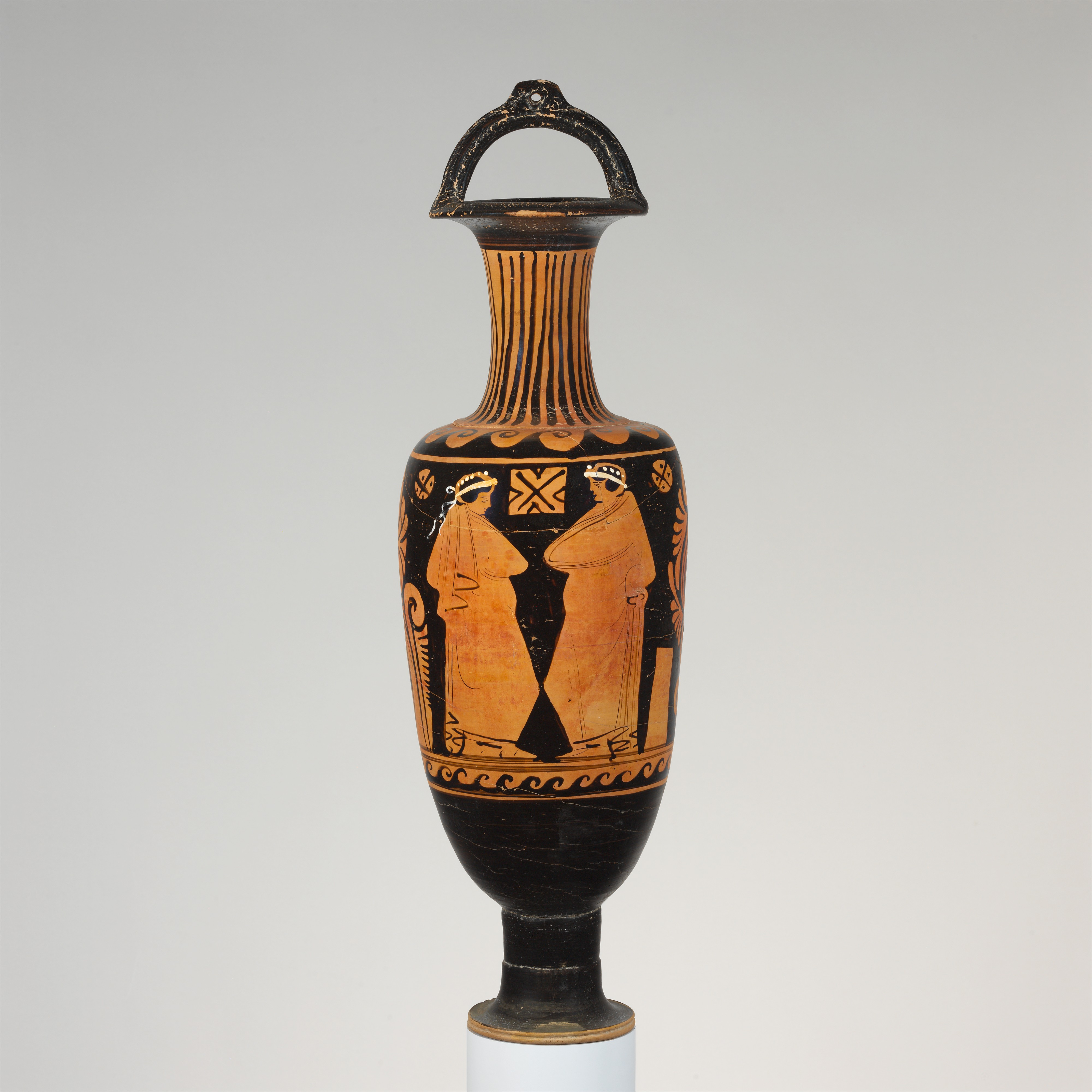
Ánfora con asa de campana, c. 330–320 a. C.
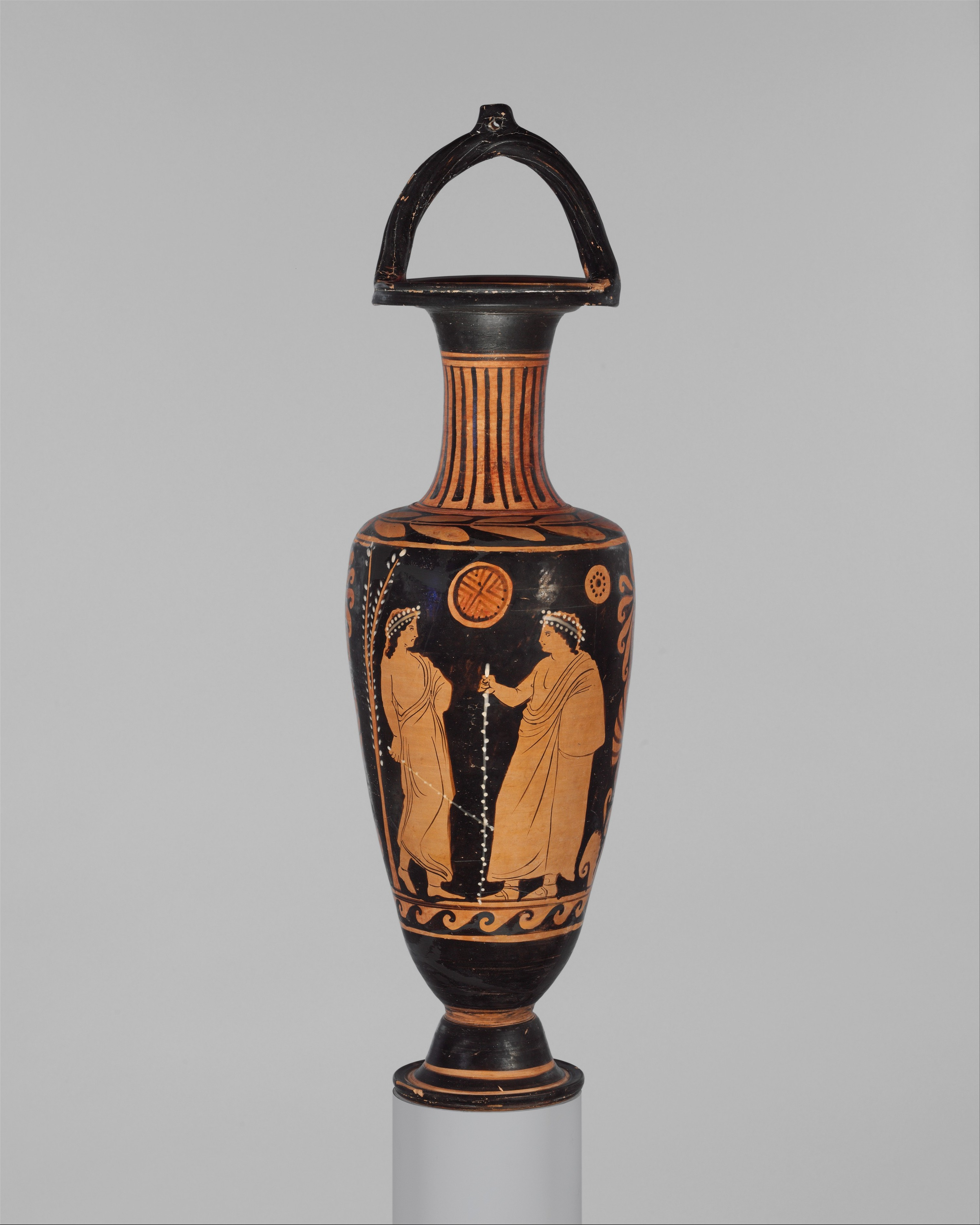
Ánfora con asa campana, c. 330–310 a. C.

## Clasificación

Ánfora tipo Dressel 1B
1 : borde - 2 : cuello - 3 : asa - 4 : hombro - 5 : vientre o cuerpo - 6 : pie

La primera clasificación sistemática de tipos de ánforas romanas fue llevada a cabo por el arqueólogo alemán Heinrich Dressel. Excavando el excepcional depósito de restos de ánforas descubierto en el Monte Testaccio de Roma (Castro Pretorio) a finales del siglo XIX, descubrió que muchas de las ánforas conservaban inscripciones que incluyó en el Corpus Inscriptionum Latinarum. Con sus estudios sobre este depósito de ánforas fue el primero en elaborar una clasificación de tipos, denominada "Tabla Dressel", que todavía se utiliza hoy en día para muchos de sus tipos. Estudios posteriores sobre ánforas romanas han llevado a clasificaciones más detalladas que suelen llevan el nombre del investigador que las estudió. Para los tipos neofenicios véase el trabajo de Maña publicado en 1951 y la clasificación revisada de van der Werff en 1977-1978. Las ánforas galas han sido estudiadas por Laubenheimer en un estudio publicado en 1989, mientras que las ánforas cretenses han sido analizados por Marangou-Lerat. Beltràn estudió los tipos españoles en 1970. Los tipos adriáticos han sido estudiados por Lamboglia en 1955. Para un análisis general de los tipos del Mediterráneo Occidental véase Panella y Peacock y Williams.

## Uso
De uso extremadamente corriente en la Cuenca del Mediterráneo, se la encuentra a veces reutilizada, ya sea triturada para entrar en la composición del mortero, para fabricar tejas o para canalizaciones para las aguas residuales. En ocasiones servía de sepultura de niños. Por último, se desecha después de que su contenido es consumido. Es así como se formó el monte Testaccio en Roma, por la acumulación de restos de ánforas.
La mayoría se fabricaban con una base puntiaguda que permitía almacenarlas en posición vertical, enterrándolas en terreno blando, como la arena. La base facilitaba el transporte por barco, donde las ánforas se almacenaban en posición vertical o de lado en hasta cinco capas escalonadas. Las ánforas destinadas a transportar y conservar líquidos para que no se no filtrasen al través de los poros, se les daba un baño interior con brea y se cerraban con una tapa barro cubierta con una especie de betún hecho de brea, creta, aceite y otras materias grasas, con cuyas precauciones conservaban el líquido durante mucho tiempo. La reconstrucción de estas etapas de producción se basa principalmente en el estudio de la producción moderna de ánforas en algunas zonas del Mediterráneo oriental.